# 朝鲜民主主义人民共和国
朝鮮民主主義人民共和國（朝鲜语：／ Chosŏn Minjujuŭi Inmin Konghwaguk ?），中國大陸简稱朝鮮（／），大韩民国、台湾、香港、澳門稱北韓（／），日本称北朝鮮（／），是位於东亚朝鮮半島北部的國家，實際控制領土約12萬平方公里（約佔朝鮮半島總面積的55%），法定首都與最大城市為平壤市，南部與大韓民國以三八線（朝韓非軍事區）分隔，北疆以鴨綠江、圖們江（朝韓稱豆滿江）為界，與中华人民共和国及俄羅斯接壤。
1910年，朝鮮半島被大日本帝国吞併。1945年日本二戰投降後，由美国軍政廳控制的半島南部在1948年8月15日率先建立大韓民國政府，而由蘇聯民政廳控制的半島北部稍晚於9月9日建立朝鮮民主主義人民共和國政府。1950年6月，朝鮮戰爭爆發。聯合國軍所支援的大韓民國，同蘇聯以及抗美援朝方針指導下的中华人民共和国所支持的朝鮮民主主義人民共和國最终在1953年7月27日簽署停戰協議。朝韓雙方以新三八線為界保持半島「停戰」狀態至今。
《朝鮮憲法》稱朝鮮是一個以金日成金正日主義為指导思想的社會主義國家，強調「以法而治」。朝鮮擁有約120萬軍力的現役部隊，是全球武裝部隊人數第四多的國家。2017年朝鮮宣稱擁有洲際彈道飛彈火星15彈道飛彈的投射能力，2018年宣布停止核計劃，集中進行經濟建設。2019年，美國政府首次承認朝鮮擁有核武器。聯合國亦持續針對朝鮮使用核武器之可能性及危險性召開會議，進行討論。
朝鲜建國初期经济發展較快，但20世纪70至80年代开始被大韩民国反超，1990年代發生大饑荒後陷入困難。此外，朝鮮的人權狀況一直受到批评，联合国人权理事会的调查报告称其“对人权侵犯的严重性、规模和性质在当今世界找不到第二个”，国际上的人权组织如国际特赦组织及人权观察也持相似观点，但其政府则否认这些指控。

## 國名
該國漢字全名為朝鮮民主主義人民共和國，簡稱朝鮮。該簡稱亦為中華人民共和國官方使用。
朝鲜國內通常简称共和國。
大韓民國官方將朝鮮民主主義人民共和國稱作北韓（북한）。此外部分韓國保守右派人士也称呼该国为“金氏朝鮮”（김씨 조선）或蔑称为「北傀」（북괴）。
在日本常簡稱為北朝鲜（／）。
中华人民共和国在1992年與韓國建交以前，一直將朝鮮民主主義人民共和國視為代表朝鮮半島的唯一合法政府，拒絕承認大韓民國政權，按照朝鮮的稱謂將其稱為「南朝鲜」，指其為傀儡政權，認為其是朝鮮民主主義人民共和國待解放的一個地區；1992年中華人民共和國與大韓民國建立外交關係以後，中華人民共和國官方不再跟随朝鲜当局对大韓民國的称呼，將大韩民国正式称为“韓國”。
中華民國在與韓國斷交以前，將大韓民國視為朝鮮半島唯一合法政權並拒絕承認朝鮮民主主義人民共和國。断交后仍沿用将半岛南北分别称为“南韓”“北韓”的用法。在臺灣、香港、澳門及許多海外華人社区主要使用这种称谓。
半岛双方均承认源自高麗王朝的为各自的英语名稱，因此英语中沒有出现漢字文化圈使用「朝鮮」还是「韓国」的問題。因此朝鮮民主主義人民共和國在英文语境中广泛使用称呼，亦使用作为英语简称。

## 歷史

### 建国

朝鲜民主主义人民共和国的缔造者金日成

1945年8月15日，日本投降，二戰結束。根據年初雅尔塔会议的安排，朝鮮半島由美國與蘇聯共同托管，並在三八線劃地而治。同年8月26日，北方成立“平安南道人民政治委员会”作为临时行政机构。10月10日，鲜共产党北朝鲜分局成立，11月18日改名为“北朝鲜共产党”，金日成当选为第一书记。1946年2月，北方设立国家最高权力机关“北朝鲜人民会议”，2月8日建立了以金日成為委员长的“北朝鲜临时人民委员会”作为最高行政机关。11月3日，北方各道市举行地方人民委员会代议员选举。1947年2月17日成立了最高权力机关“北朝鲜最高人民委员会”和最高行政机关“北朝鲜人民委员会”，并开始土地改革。
1948年4月29日“北朝鲜最高人民会议”通过了《朝鮮民主主義人民共和國憲法》，并在8月25日举行普选，产生朝鲜最高人民會議议员。同年8月15日，大韩民国率先正式成立，紧接着9月9日，朝鮮民主主義人民共和國也宣布成立，金日成出任内阁首相。此时，朝鲜半岛两个政权对峙的局面正式诞生。12月，苏联军队撤出半岛北部。1949年6月28日朝鲜成立“祖國統一民主主義戰線”，实际上成为最高人民会议内部的政党联盟，控制了议会百分之百的议席。

### 金日成时期

#### 進攻南部

1950年－1953年韓戰形勢圖

朝鮮立國後，金日成試圖以武裝力量統一朝鮮半島。在蘇聯的支持下，朝鮮人民軍於1950年6月25日越過三八線，發動對大韓民國的進攻，朝鲜战争爆發。但是朝鮮的這一突然舉動并未得到中華人民共和國的支持。中共中央主席毛澤東認為，指揮中国人民解放军横渡臺灣海峽、進攻臺灣才是最為緊要的，幫助朝鮮半島統一的问题中朝應該事後再談。朝鮮人民軍於6月28日攻下漢城（今稱首爾），並迅速攻到洛東江一帶。7月7日，聯合國安理會通過第84號決議，派遣聯合國軍支援大韓民國國軍抵禦朝鮮的進攻，聯合國軍司令由美國指派。9月15日，聯合國軍在仁川登陸後，漸漸扭轉了戰爭的局面：其先於9月28日重佔漢城，並在10月9日越過三八線進行反攻，打下平壤，使朝鮮中央政府一度北遷到江界。隨後，金日成请求中華人民共和國出兵支援，中國共產黨派遣軍隊，以「中国人民志愿军」的名義參戰。聯合國軍因而遭到擊退，漢城再度失守。不久，聯合國軍又重奪漢城，並將戰線重新推進到三八線。此後，雖有聯合國軍的美軍在平壤進行無差別轟炸，也有朝鮮人民軍在喋血嶺的抗戰，但戰爭一直處於膠著狀態。
1951年7月10日，中華人民共和國和朝鮮方面與聯合國軍的美國代表開始進行停戰談判。在經歷了幾次的談判後，雙方最終於1953年7月27日在板門店簽署《朝鮮停戰協定》，朝鮮半島沿三八線非軍事區劃分為兩個國家，亦標誌著歷時3年的韓戰形式上的結束。朝鮮表示，自己屬戰勝一方，並且认为引發韓戰的是美國的侵略及南朝鮮。中華人民共和國表示，中国人民志愿軍入朝作戰是对于美国军队越过三八线、进犯中朝边界的被动反击，「抗美援朝战争」是反抗美国侵略、保卫中国安全、维护世界和平的正义之举，《朝鲜停战协定》的签订标志着抗美援朝的胜利。

#### 冷战时期

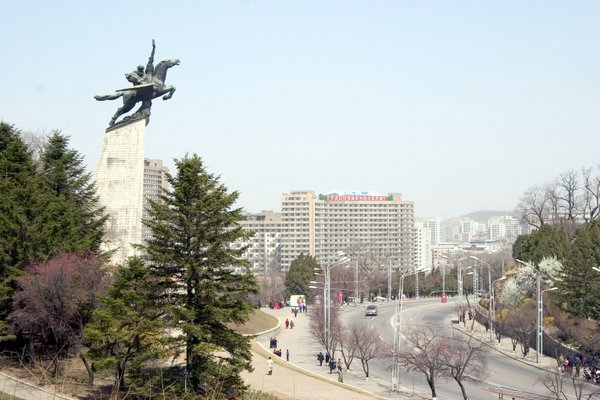
千里马运动

朝鲜战争結束後，朝鲜劳动党政權試圖進一步強化其統治。一方面该党積極宣揚仇美思想，並表示朝鲜战争是由美國發動，并旨在吞併朝鲜。另一方面，朝鮮政府擴張對金日成的個人崇拜，主體思想也於1950年應運而生。金日成還在1956年同时肃清了朝鲜劳动党内企圖推翻他的「延安派」与「蘇聯派」成員，史稱八月宗派事件。此後，他又根據國民的家庭背景將民眾劃分為三個社會阶级。
1960年代，朝鮮在中蘇交惡後在敌对的蘇聯與中華人民共和國之間左右逢源，以保證自身的最大利益，但總體上中朝關係仍然較為穩定友好。同時儘管朝鮮與蘇聯也有過多次矛盾，但雙方關係總體上也比較穩定。在蘇聯的支援下，朝鮮的經濟穩步上揚，當中特別以重工業的發展最為顯著。朝鮮的供電網在1970年早已超越韓國，覆蓋了全北朝鮮境內的村子及家庭。在1971年，朝鲜人均能量消耗為1326千瓦，較韓國的521千瓦高出一倍有多，類似情況持續至1988年才有改變。至1976年，朝鮮的人均國內生產總值（GDP）已領先韓國。而在1980年代以前，更有不少中國朝鮮族人因三年困难时期而逃回朝鮮；文化大革命期间，朝鮮也是接濟中國難民的一方。

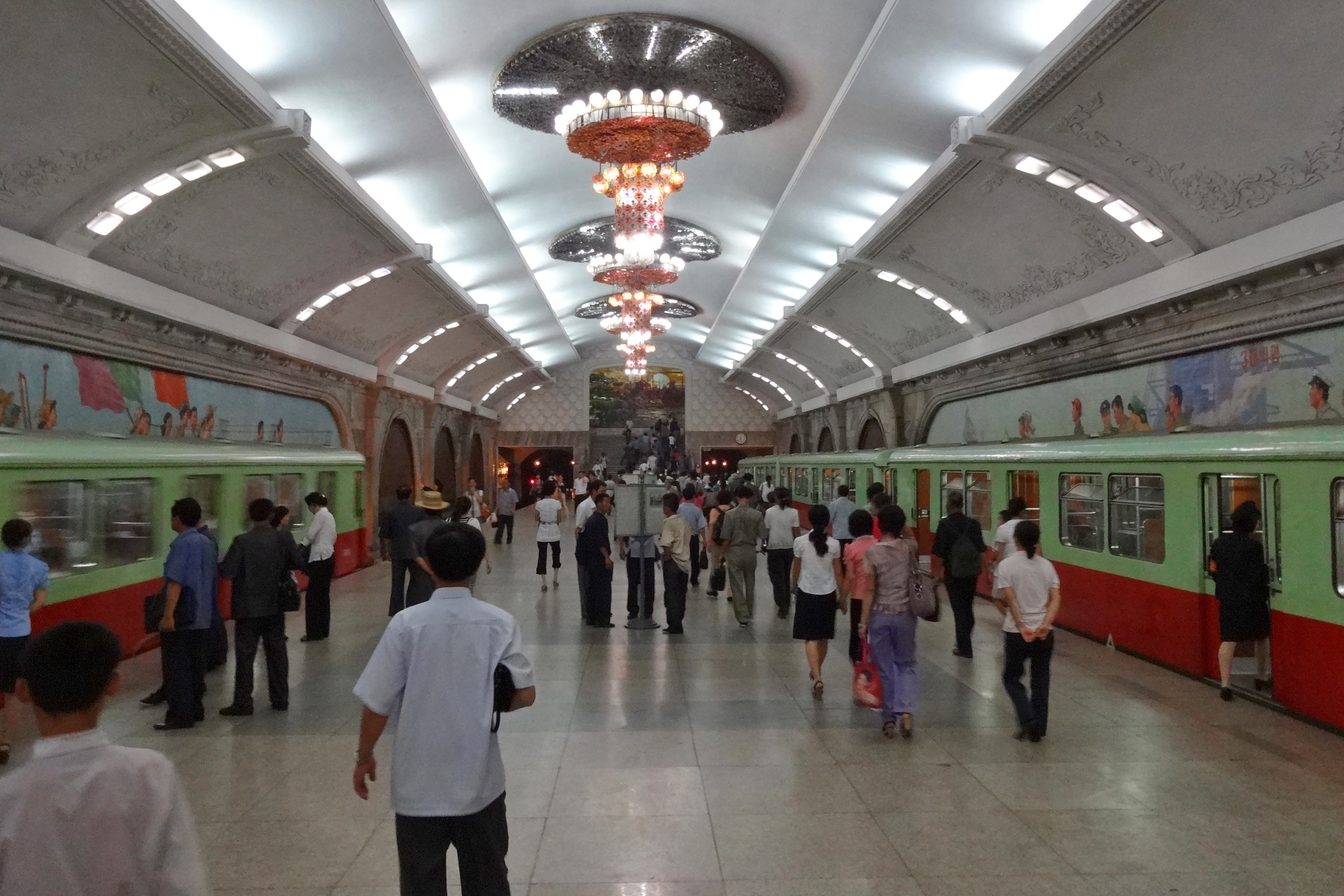
防空洞改建而成的平壤地铁

1970年代，隨著中美關係和中日關係的改善、冷戰的對峙形勢緩和，朝韩關係開始好转。1971年韓國紅十字會向朝鮮紅十字會提議召開會談以討論尋求離散家屬團聚的方法，並得到朝鮮的回應。同年9月，雙方的紅十字會舉行了首次的預備會議，並在次年8月正式展開會談，南北雙方長期對立的關係从而被打破。同時，韓國總統朴正熙於1972年5月派情報部長李厚洛密訪朝鮮，與金日成商討朝鮮半島南北關係等問題。數日後，时任朝鲜第二副首相朴成哲回訪漢城。雙方最終在同年7月4日發表《朝鮮北方和南方聯合聲明》，以圖實施朝鮮半島的和平及統一。
1980年代，朝鮮半島南北關係更進一步，實現了雙邊貿易和民間的交流。同時，金日成的長子金正日在1980年成為朝鮮勞動黨中央政治局常委，隨後在1982年加入最高人民會議。他不但取得「親愛的領袖」的專稱，更成為大規模個人崇拜的對象，作为其父繼任人的地位更為鞏固。但另一方面，朝鮮面臨著經濟危機。隨著蘇聯的經濟衰退，蘇聯不能再以特優價格向朝鮮提供糧食、能源和肥料等資源，朝鲜的進口量因而大減，埋下了1994年至1998年間全國糧食短缺的隱患。

### 金正日时期
金日成在統治朝鮮近半個世紀后於1994年7月8日在其妙香山官邸逝世，享壽82歲。1997年10月8日，朝鲜第二代領導人、金日成之子金正日當選朝鮮勞動黨總書記和朝鮮勞動黨中央軍事委員會委員長，正式上臺執政。

#### “苦难行军”

2010年11月23日，朝鮮人民軍向韓國延坪島進行炮轟，令朝鮮半島的關係更為緊張

1991年蘇聯解體后，對朝鮮的援助被停止，而朝鮮與新成立的俄羅斯聯邦之間的貿易只剩下原來的5.5%。中華人民共和國在1992年8月24日與大韓民國建交，朝鮮不但失去主要的政治盟友和支援，并因為外交因素與一向有著经济往來的中華人民共和國交惡，開始在國際社會陷入空前的孤立與被排斥狀態。由於内部糟糕的糧食政策和外部支援的缺乏，朝鮮於1994年爆發大規模的飢荒，朝鲜官方称之为“苦难的行军”。至1998年災難舒緩時，外界猜測死亡人數達25萬至350萬，但從未有準確資料佐证。

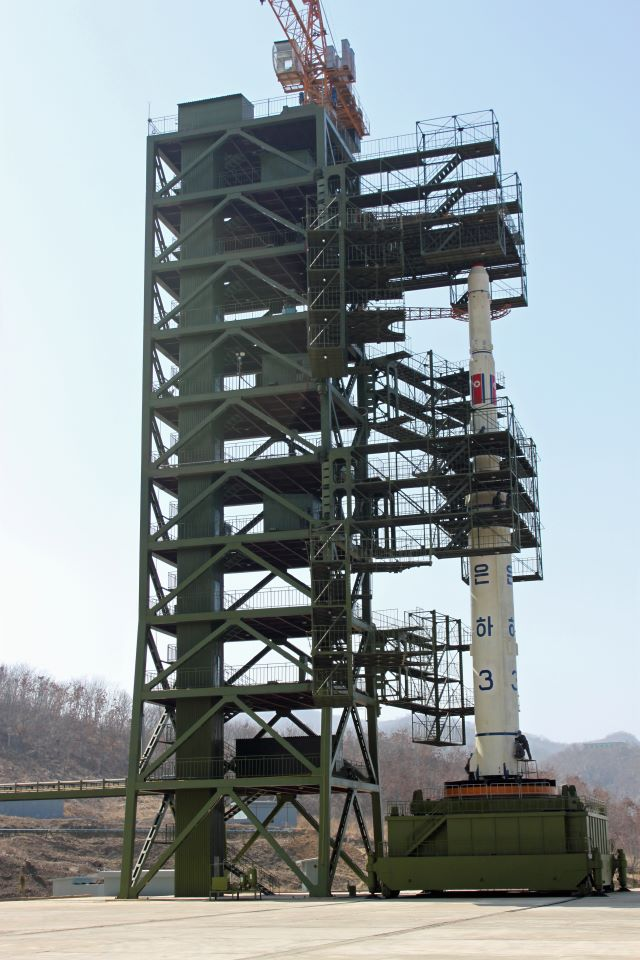
朝鮮發展的銀河二號宇宙火箭

飢荒過後，金正日宣佈最艱難的時期已經過去、朝鮮正式邁向強盛大國的年代。另一邊廂，韓國總統金大中在1998年入主青瓦臺後，積極改善與中國和日本等鄰國的關係；2000年，金大中推行「陽光政策」，希望以和談等手法處理朝鮮半島分裂的局面。同年6月13日至6月15日，第一次南北高峰會在平壤召開，金大中與金正日舉行會談。這是朝鮮半島分治55年後的首次首腦會議，會議後雙方發表了《北南共同宣言》。這也是自半島分裂後，雙方領導人首次會晤後簽署的歷史性文件。此後，韓國無條件地向朝鮮提供經濟援助，雙方又在經濟、文化等領域上建立合作關係，朝鮮半島的局勢進一步緩和。

#### 发展核武
韓國對朝鮮實施經濟援助后，朝鮮取得發展核武器的資金，並承認正在發展大規模殺傷性武器。為使朝鮮放棄發展核武，美國在2003年與中國、日本、韓國和俄羅斯與朝鮮展開了六轮六方會談。期間，朝鮮曾在2006年7月6日發射導彈及進行核試驗﹔但隨後會談在2007年取得了突破性进展：朝鮮同意分階段放棄核武並願意對濃縮鈾問題採取合作態度。然而，朝鮮在2009年4月14日又宣佈退出六方會談，並重新啟動核設施。同年5月，朝鮮進行了第二次地下核試。
朝鲜半岛北南關係也在此時再度惡化。2010年3月26日晚間，大韓民國海軍的天安號護衛艦在黃海海域巡邏時被潛艇發射的魚雷擊沉，美國称是朝鮮所为，但朝鮮方面一直未承認。同年11月23日，朝鮮又發動延坪島炮擊事件。

### 金正恩时期

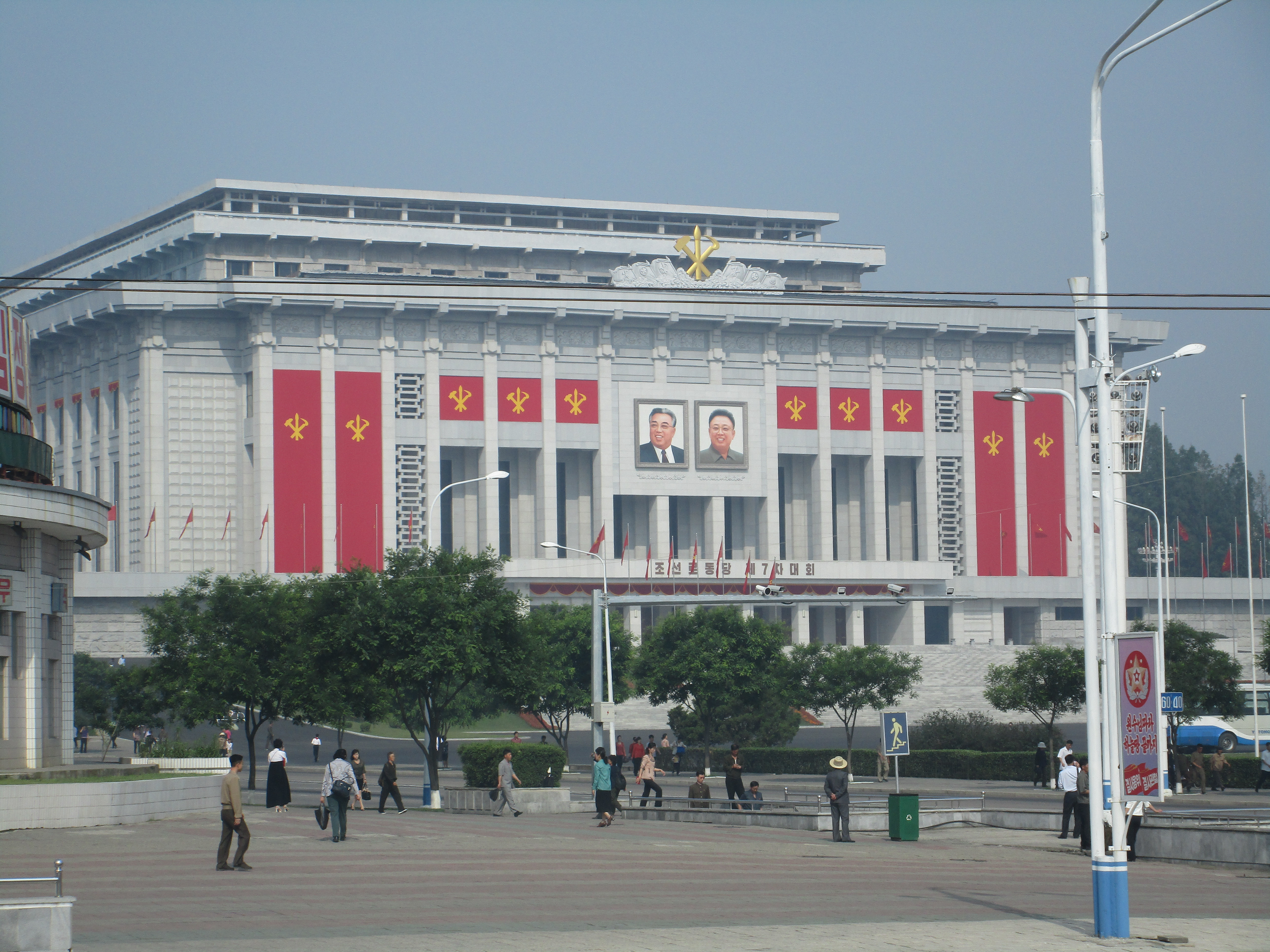
朝鲜劳动党七大召开地点选在平壤的4·25文化會館

2011年12月19日金正日離世，享年69歲。其第三子金正恩接任最高領導人之位。朝鲜核問題和朝鮮半島的局勢未有改善，2013年2月12日朝鲜進行第三次核試。同年3月5日，朝鲜宣佈撕毀「朝鮮停戰協定」并切斷在朝鮮半島非軍事區板門店與美軍的軍事熱線，觸發新一輪的朝鮮半島危機。

#### 鞏固政權
2013年是金正恩進行思想定義的一年。6月，朝鮮修改了地位高於憲法及勞動黨章程的《樹立黨的唯一思想體系十大原則》，刪除「共產主義」及「無產階級專政」等字眼，改為「主體革命」並明定朝鲜由「白頭血統」世襲。同年國慶日即朝鮮勞動黨建黨68周年紀念日，勞動黨官方报纸《勞動新聞》登載文章，強調聯邦制度才是最光明正大的民族共同統一方案。12月，金正恩整肅内部，將其姑父張成澤開除黨籍；外界相信他已被處決，但缺乏直接證據。2015年8月15日，當局把時區由UTC+9改為+8:30（朝鮮標準時間）；至此思想運動暫告一段落。随后朝鮮加速進展核武器計畫，於2016年1月3日宣稱進行氫彈（熱核武器）試爆並取得成功，洲際飛彈的試射也使世界多國學者表示朝鮮技術實力被低估。
2016年5月9日，朝鮮勞動黨時隔36年召開全國代表大會，金正恩被推舉為朝鮮勞動黨委員長。2018年4月20日，朝鮮勞動黨召開七屆三中全會，通過若干個和經濟建設密切相關的決議和戰略路線，例如“集中一切力量，進行社會主義建設”、“向經濟建設大進軍”、“在黨和國家的全盤工作中，優先重視經濟工作”等等，被認為是釋放了類似中國共產黨十一屆三中全會的經濟建設信號，以及出現和美國開始密切外交接觸的苗頭。同年4月30日朝鮮廢除先前新制定的朝鮮標準時間，再次使用和韓國、日本同一時區的東9區標準時間。
在2021年1月10日的朝鲜劳动党第八次代表大会上，金正恩被推举为朝鲜劳动党总书记。随后的八届一中全会选举金正恩、崔龙海、李炳哲、金德训、赵勇元为中央政治局常委。

#### 多邊外交

朝鮮最高領導人、朝鮮勞動黨總書記金正恩在2024年6月與俄羅斯總統普京會面

2018年6月12日，美國和朝鮮雙方歷史性破冰，時任美國總統唐納·川普與朝鮮勞動黨委員長金正恩於新加坡舉行首腦會談並簽署聯合公報，是韓戰結束後兩國領導首次會面。2019年2月27日至28日，雙方领导人在越南河內舉行第二次朝美首脑面談，探討朝鮮半島無核化的實行方式，但未能就解除制裁達成共識，最終談判破局。同年6月30日，正在韩国訪問的美国总统特朗普抵达朝韩非军事区板门店，同金正恩举行会面。特朗普与金正恩委员长握手，随后跨过朝韩军事分界线，并站在朝方一侧合影，特朗普成为首位踏上朝鲜实际控制领土的美国在任总统。
与此同时，朝韩关系经历了先好转再恶化的过程。金正恩与大韩民国总统文在寅于2018年4月27日在板门店大韩民国一方的和平之家举行朝韩首脑会晤，这是继2007年时任朝鲜劳动党总书记金正日与韩国总统盧武鉉的南北首脑会谈后，时隔11年再次举行领导人会谈。正式会谈前，两位首脑牵手越过边界，此次相逢为朝鲜战争后朝鲜最高领导人首次踏足韩国土地。之后，两国签订《板门店宣言》，同意朝鲜半岛无核化以及争取在年内宣布结束战争状态等。同年5月和9月，朝韩双方又进行了两次会晤，取得了一系列突破性外交成果。2020年6月16日，朝鲜不满脫北者团体沿朝韩非军事区散播传单，遂以韩国违反《板門店宣言》为由，派遣朝鮮人民軍炸毁因2019冠状病毒病疫情而被暂时关闭的朝韩联络办公室建筑。此举被指造成韩朝双方关系恶化，朝鲜半岛局势重趋紧张。2023年12月，北韓領導人金正恩正式宣布南北關係不再是「同一民族」的關係，而是處於敵對的兩個國家關係，交戰國關係。
2024年6月19日，朝鮮勞動黨總書記金正恩與俄羅斯總統弗拉基米爾·普京簽署了《全面戰略伙伴關係條約》，兩國已上升為軍事同盟關係。有情報認為，朝鮮已派遣地面部隊進入俄羅斯境內。2025年4月28日，朝鮮勞動黨中央軍事委員會發布消息，證實朝鮮勞動黨總書記金正恩以戰況符合啟動《俄朝全面戰略夥伴關係條約》第四條規定的條件為由，決定派遣朝鮮人民軍支援俄羅斯入侵烏克蘭，並強調參戰部隊為俄羅斯作出了重要貢獻。

## 地理

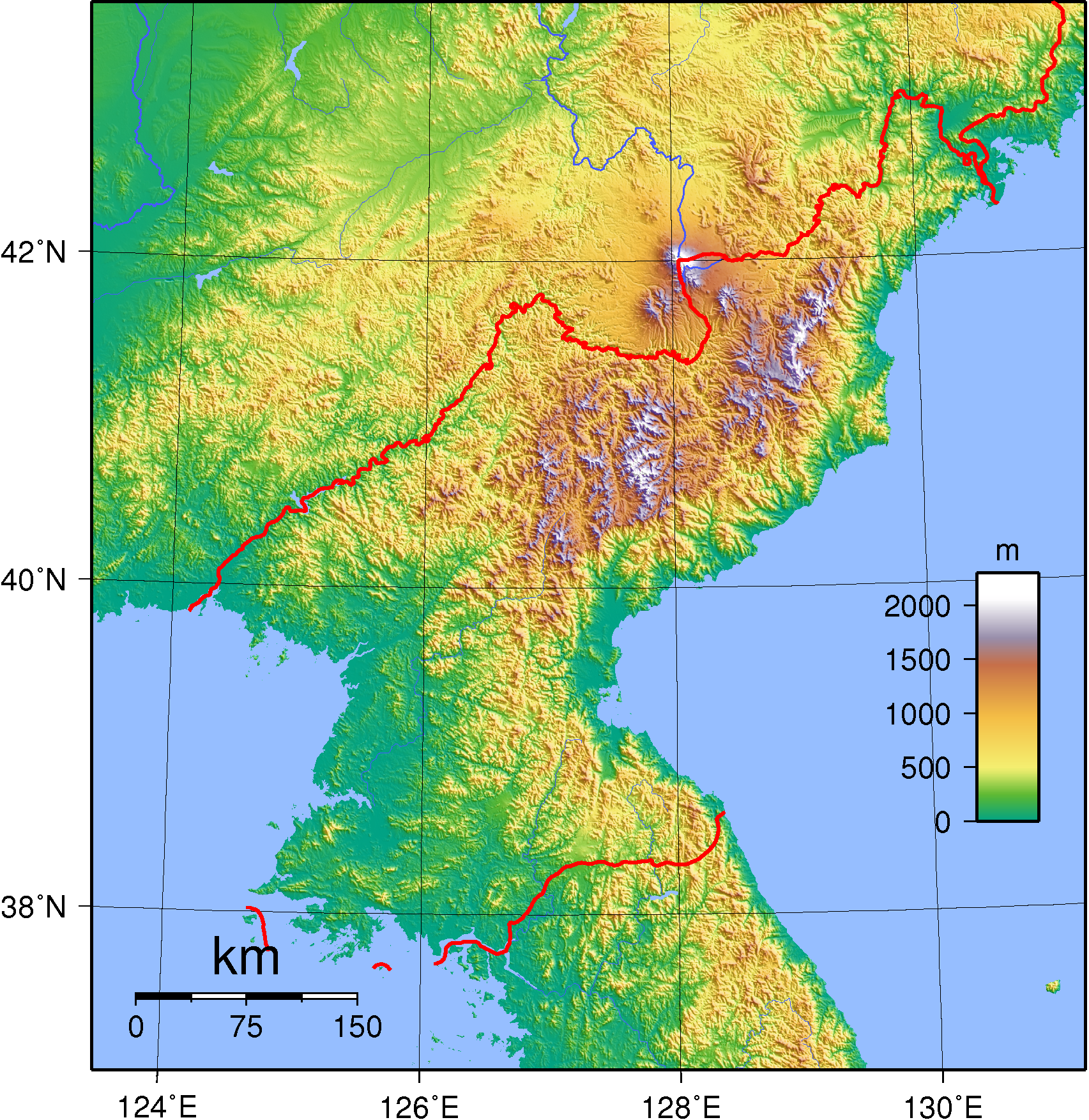
朝鲜地形图

### 疆域
朝鮮位於東北亞的朝鮮半島北部，跨越北緯37度至43度、東經124度至131度，面積為120,540平方公里，佔據朝鮮半島總面積的55%。該國三面沿海：西面有黃海和朝鮮灣，東部臨日本海，北鄰中華人民共和國，南接大韓民國和東海。東北角的羅先與中國和俄羅斯濱海邊疆區隔圖們江（朝方稱之為「豆滿江」）相望。朝鮮最大的城市是首都平壤市，人口328萬，其他主要城市包括南部的開城、西北部的新義州、東部的元山和咸興以及東北部的清津。

### 地貌
朝鮮山多平地少，逾八成的國土皆為山地，部份海拔超過2,000米，平均海拔440米。山區集中於北面，在東北地區高於2,000米的山就有50餘座。該國山脈的高度由北向南逐漸遞減，平原大部分都在西部和南部地區。因此，朝鮮的農地大多位於南部，耕地面積有限，只占14.4％。

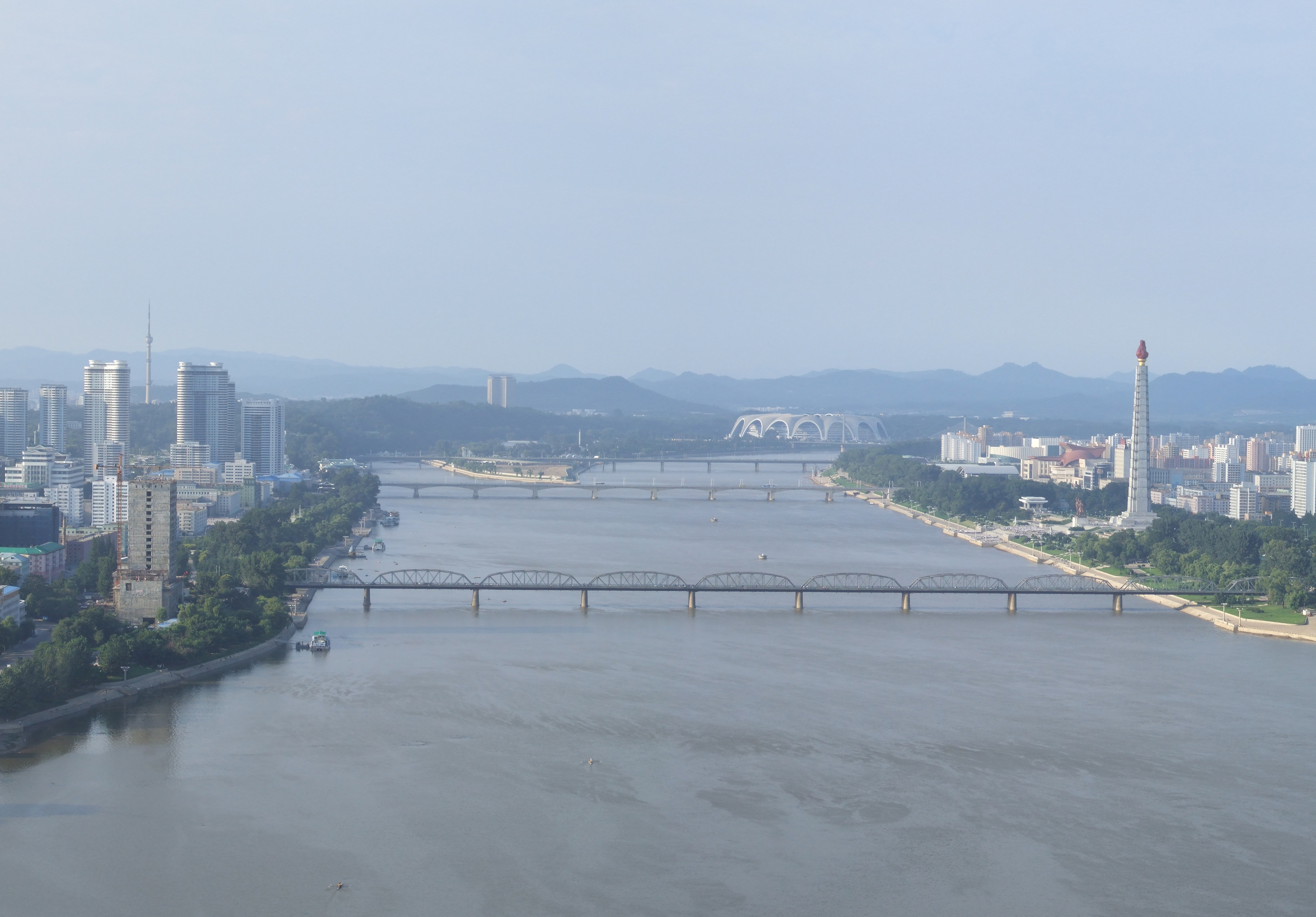
流经朝鲜首都平壤的大同江

朝鮮全國有138條40公里以上長的河，主要河流包括其與中國的界河鴨綠江和圖們江。其中，鴨綠江是全國最長的河流，長度為790公里。

### 氣候
朝鮮半島全境屬溫帶季風氣候，四季分明，春季在3月至5月，夏季為6月至8月，秋季則在9月到11月，冬季為12月至2月。年平均温度為8-12°C，年降雨量為1,000至1,200毫米；雨季集中在7月至8月時的夏天，旱季則在4月至5月。由於該國河流的上游流經山區，加上非法伐木，造成河床上升。因此每當暴雨時，河流的流量和流速急剧提升，容易导致洪災。此外，沿海地區還會受到颱風吹襲。

### 人口

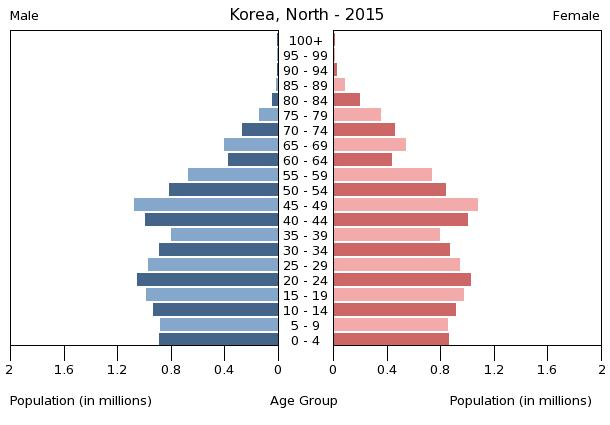
朝鲜在2015年的人口金字塔

朝鲜的人口為約2400萬，兩性人口比例平均。年齡構成為0-14歲占16.1%，15-64歲占68.2%，65歲及以上佔15.7%。按聯合國對人口老齡化的定义标准（65歲及以上佔總人口7%，60歲及以上佔總人口10%），朝鲜是一個人口高齡化社會。此外，朝鲜也是一個種族結構比較簡單的國家。該國絕大多數人口為朝鮮族，另有少部分華人以及日本人。
據美国中央情報局世界概況的數據，朝鲜人在2012年的預期壽命為69.51歲，較全球平均水平的66.57歲略高﹔夭折率為51.3，是俄羅斯的5倍、大韓民國的15倍。國民年齡中位數为33.2歲，男性年龄中位數为31.6歲，女性年龄中位數为34.8歲。人口自然增長率是0.53%，人口出生率為千分之14.49，死亡率千分之7.05。

### 行政區劃
| 地图 | 編號 | 名稱     | 朝文名稱 | 首府     | 面積 （km²） | 人口      | 傳統地方 （朝鮮八道） |
| --- | ---- | -------- | -------- | -------- | ------------ | --------- | --------------------- |
| 平壤市 羅先市 南浦市 平安南道 黄海北道 黄海南道 江原道 咸镜南道 咸镜北道 两江道 慈江道 平安北道 開城市中华人民共和国 大韩民国黄海 西朝鲜湾 日本海 | 1    | 平壤市   |          |          | 3,194        | 3,255,388 | 平安                  |
| 平壤市 羅先市 南浦市 平安南道 黄海北道 黄海南道 江原道 咸镜南道 咸镜北道 两江道 慈江道 平安北道 開城市中华人民共和国 大韩民国黄海 西朝鲜湾 日本海 | 2    | 羅先市   |          |          | 746          | 205,000   | 咸鏡                  |
| 平壤市 羅先市 南浦市 平安南道 黄海北道 黄海南道 江原道 咸镜南道 咸镜北道 两江道 慈江道 平安北道 開城市中华人民共和国 大韩民国黄海 西朝鲜湾 日本海 | 3    | 南浦市   |          |          | 829          | 455,000   | 平安                  |
| 平壤市 羅先市 南浦市 平安南道 黄海北道 黄海南道 江原道 咸镜南道 咸镜北道 两江道 慈江道 平安北道 開城市中华人民共和国 大韩民国黄海 西朝鲜湾 日本海 | 4    | 開城市   |          |          | 179          | 308,440   | 京畿                  |
| 平壤市 羅先市 南浦市 平安南道 黄海北道 黄海南道 江原道 咸镜南道 咸镜北道 两江道 慈江道 平安北道 開城市中华人民共和国 大韩民国黄海 西朝鲜湾 日本海 | 5    | 慈江道   |          | 江界市   | 16,613       | 1,147,946 | 平安                  |
| 平壤市 羅先市 南浦市 平安南道 黄海北道 黄海南道 江原道 咸镜南道 咸镜北道 两江道 慈江道 平安北道 開城市中华人民共和国 大韩民国黄海 西朝鲜湾 日本海 | 6    | 平安北道 |          | 新義州市 | 12,191       | 2,450,110 | 平安                  |
| 平壤市 羅先市 南浦市 平安南道 黄海北道 黄海南道 江原道 咸镜南道 咸镜北道 两江道 慈江道 平安北道 開城市中华人民共和国 大韩民国黄海 西朝鲜湾 日本海 | 7    | 平安南道 |          | 平城市   | 12,330       | 3,597,557 | 平安                  |
| 平壤市 羅先市 南浦市 平安南道 黄海北道 黄海南道 江原道 咸镜南道 咸镜北道 两江道 慈江道 平安北道 開城市中华人民共和国 大韩民国黄海 西朝鲜湾 日本海 | 8    | 黃海南道 |          | 海州市   | 8,450        | 2,310,485 | 黃海                  |
| 平壤市 羅先市 南浦市 平安南道 黄海北道 黄海南道 江原道 咸镜南道 咸镜北道 两江道 慈江道 平安北道 開城市中华人民共和国 大韩民国黄海 西朝鲜湾 日本海 | 9    | 黃海北道 |          | 沙里院市 | 8,157        | 2,113,672 | 黃海                  |
| 平壤市 羅先市 南浦市 平安南道 黄海北道 黄海南道 江原道 咸镜南道 咸镜北道 两江道 慈江道 平安北道 開城市中华人民共和国 大韩民国黄海 西朝鲜湾 日本海 | 10   | 江原道   |          | 元山市   | 11,091       | 1,477,582 | 江原                  |
| 平壤市 羅先市 南浦市 平安南道 黄海北道 黄海南道 江原道 咸镜南道 咸镜北道 两江道 慈江道 平安北道 開城市中华人民共和国 大韩民国黄海 西朝鲜湾 日本海 | 11   | 咸鏡南道 |          | 咸興市   | 18,534       | 3,050,000 | 咸鏡                  |
| 平壤市 羅先市 南浦市 平安南道 黄海北道 黄海南道 江原道 咸镜南道 咸镜北道 两江道 慈江道 平安北道 開城市中华人民共和国 大韩民国黄海 西朝鲜湾 日本海 | 12   | 咸鏡北道 |          | 清津市   | 15,980       | 2,327,000 | 咸鏡                  |
| 平壤市 羅先市 南浦市 平安南道 黄海北道 黄海南道 江原道 咸镜南道 咸镜北道 两江道 慈江道 平安北道 開城市中华人民共和国 大韩民国黄海 西朝鲜湾 日本海 | 13   | 兩江道   |          | 惠山市   | 13,880       | 660,000   | 咸鏡                  |

| 朝鲜民主主义人民共和国最大城市排名 2008年人口普查 | 朝鲜民主主义人民共和国最大城市排名 2008年人口普查 | 朝鲜民主主义人民共和国最大城市排名 2008年人口普查 | 朝鲜民主主义人民共和国最大城市排名 2008年人口普查 | 朝鲜民主主义人民共和国最大城市排名 2008年人口普查 | 朝鲜民主主义人民共和国最大城市排名 2008年人口普查 | 朝鲜民主主义人民共和国最大城市排名 2008年人口普查 | 朝鲜民主主义人民共和国最大城市排名 2008年人口普查 | 朝鲜民主主义人民共和国最大城市排名 2008年人口普查 | 朝鲜民主主义人民共和国最大城市排名 2008年人口普查 |
|                                                   | 排名                                              | 名称                                              | 行政區劃                                          | 人口                                              | 排名                                              | 名称                                              | 行政區劃                                          | 人口                                              |                                                   |
| ------------------------------------------------- | ------------------------------------------------- | ------------------------------------------------- | ------------------------------------------------- | ------------------------------------------------- | ------------------------------------------------- | ------------------------------------------------- | ------------------------------------------------- | ------------------------------------------------- | ------------------------------------------------- |
| 平壤市 咸興市                                     | 1                                                 | 平壤市                                            | 平壤市                                            | 3,255,288                                         | 11                                                | 順川市                                            | 平安南道                                          | 297,317                                           | 清津市 南浦市                                     |
| 平壤市 咸興市                                     | 2                                                 | 咸興市                                            | 咸镜南道                                          | 768,551                                           | 12                                                | 平城市                                            | 平安南道                                          | 284,386                                           | 清津市 南浦市                                     |
| 平壤市 咸興市                                     | 3                                                 | 清津市                                            | 咸镜北道                                          | 667,929                                           | 13                                                | 海州市                                            | 黄海南道                                          | 273,300                                           | 清津市 南浦市                                     |
| 平壤市 咸興市                                     | 4                                                 | 南浦市                                            | 南浦市                                            | 366,815                                           | 14                                                | 江界市                                            | 慈江道                                            | 251,971                                           | 清津市 南浦市                                     |
| 平壤市 咸興市                                     | 5                                                 | 元山市                                            | 江原道                                            | 363,127                                           | 15                                                | 安州市                                            | 平安南道                                          | 240,117                                           | 清津市 南浦市                                     |
| 平壤市 咸興市                                     | 6                                                 | 新義州市                                          | 平安北道                                          | 359,341                                           | 16                                                | 德川市                                            | 平安南道                                          | 237,133                                           | 清津市 南浦市                                     |
| 平壤市 咸興市                                     | 7                                                 | 端川市                                            | 咸镜南道                                          | 345,875                                           | 17                                                | 金策市                                            | 咸镜北道                                          | 207,299                                           | 清津市 南浦市                                     |
| 平壤市 咸興市                                     | 8                                                 | 价川市                                            | 平安南道                                          | 319,554                                           | 18                                                | 羅先市                                            | 羅先市                                            | 196,954                                           | 清津市 南浦市                                     |
| 平壤市 咸興市                                     | 9                                                 | 開城市                                            | 開城市                                            | 308,440                                           | 19                                                | 龜城市                                            | 平安北道                                          | 196,515                                           | 清津市 南浦市                                     |
| 平壤市 咸興市                                     | 10                                                | 沙里院市                                          | 黄海北道                                          | 307,764                                           | 20                                                | 惠山市                                            | 两江道                                            | 192,680                                           | 清津市 南浦市                                     |

## 政治

### 意識形態
朝鮮以主體思想、先軍思想（2019年從憲法中刪除）、社會主義治國。自1948年建國後，該國便由朝鮮勞動黨實行黨國體制，其餘的幾個政黨（如朝鮮社會民主黨和天道教青友黨）則以參政黨的身份辅助勞動黨執政。此外，最高領導人的地位是一直由金日成、金正日和金正恩的金氏家族所世襲。祖孫三人曾任執政勞動黨的總書記和委員長，甚至一些重要政府部門首長的職位也由金氏家族的成員擔任，所以也稱作金氏政權、金氏王朝。因此，自經濟學人信息社从2008年發表的民主指數起，朝鮮長期處於末位。
朝鮮在蘇聯的協助下建立政權，是一個斯大林主義國家。東歐劇變、蘇聯解體後，1992年該國在修憲時把馬克思列寧主義（但在朝鲜劳动党党章仍名义上保留为革命原则）刪除，並寫入「主體思想」；2009年，朝鲜又在憲法中去除共產主義一詞，並強調「先軍思想」。

### 最高领导人

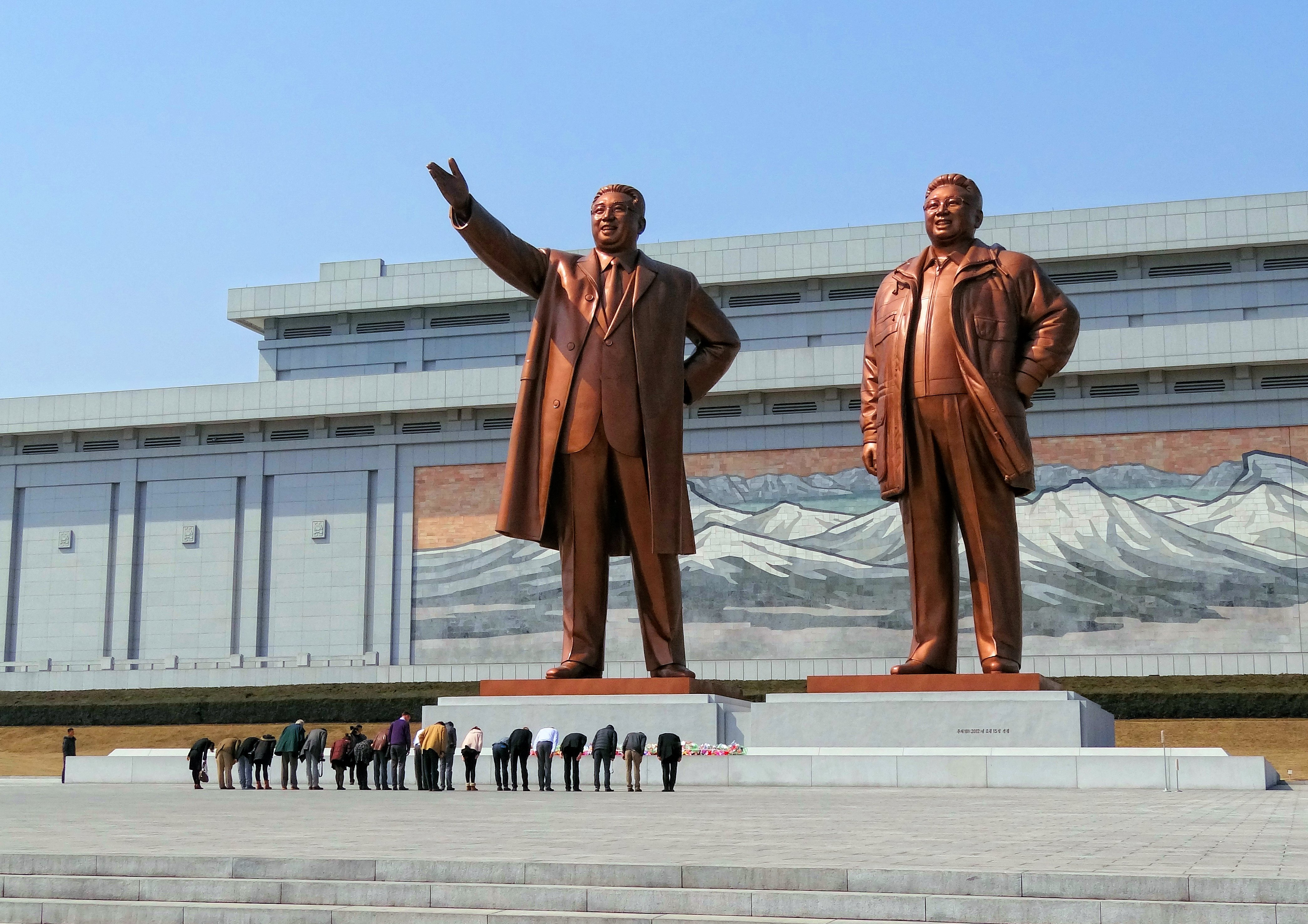
金日成和金正日去世后仍被尊为「主體朝鮮永遠的首領」

朝鮮首任領導人為金日成，他本人是日治時期的抗日運動成員，在攻打普天堡哨站成名，因而被蘇聯擁立為朝鮮勞動黨的領袖。1948年朝鮮建國後，金日成正式成為朝鮮勞動黨委員長和內閣首相。其後，金日成先後消灭在原朝鲜半岛北部共产主义代表玄俊赫和民族主义代表曹晚植的派別后，再以「美国间谍」的罪名处决了朝鲜劳动党领导人朴宪永等人。之后，金日成又陆续清洗了以许嘉谊为代表的亲苏派和以武亭为代表的延安派力量，集黨政軍大權於一身，鞏固他和家族對黨和國家的絕對權力。1966年出任勞動黨總書記，1972年出任國家主席，1980年，金日成欽點其長子金正日為勞動黨中央政治局常委，成為其接班人。1991年，金日成的長子金正日出任朝鮮人民軍最高司令官，1993年，出任朝鮮國防委員會委員長，1994年7月8日，金日成去世。金正日在守孝3年後繼承其位，在1997年10月，獲提名為朝鮮勞動黨總書記和朝鮮勞動黨中央軍事委員會委員長，正式成為朝鮮第二任的最高領導人。
1998年，朝鮮修改了宪法，不再設国家主席（並將「國家主席」的榮譽永遠保留給已故的金日成個人，尊称其为“共和国永远的主席”），撤銷原國家權力的最高領導機關中央人民委員會。2011年12月17日，執政17年的金正日去世，在翌年4月11日举行的朝鲜劳动党第四次代表会议上，会议「遵照金正日的遗训」，推举金正恩为朝鲜劳动党第一书记和朝鲜劳动党中央军事委员会委员长，成為朝鮮第三代領導人。同时，會議又通過将金正日追封為「朝鲜劳动党永远的总书记」。2013年6月，朝鮮又在地位高於憲法的《樹立黨的唯一思想體系十大原則》中明文規定「應將我們黨和革命的血脈——白頭山血統永遠延續下去」，分析指這是確立了金日成家族的世襲專政制。在2021年1月10日的朝鮮勞動黨第八次代表大會上，金正恩被推舉為朝鮮勞動黨總書記，承繼祖父及父親生前在黨內的最高頭銜。
金日成、金正日、金正恩三代最高領導人都擔任朝鮮勞動黨總書記、中央軍委委員長和最高司令官的職務。在實際施行上，金日成家族世襲統治使朝鮮成為一個被西方國家視為極權主義且奉行世襲專政的一黨制國家。

### 政府結構
朝鮮的立法機構是最高人民會議，為憲法規定的國家最高權力機關。每五年選舉一次，全年召開兩次定期會議，並由最高人民會議常任委員會召開。最高人民會議的權力包括修訂憲法、法律和確保國家對內外政策的基本原則等；其職能則包括選舉如國務委員會委員長、最高人民會議常任委員會委員長和內閣總理等國家領導人、審議和批准國家財政預算、接受中央政府和內閣的工作進度報告。為確保最高人民會議就執行上述的職能，人民會議下設法律、預算等委員會。

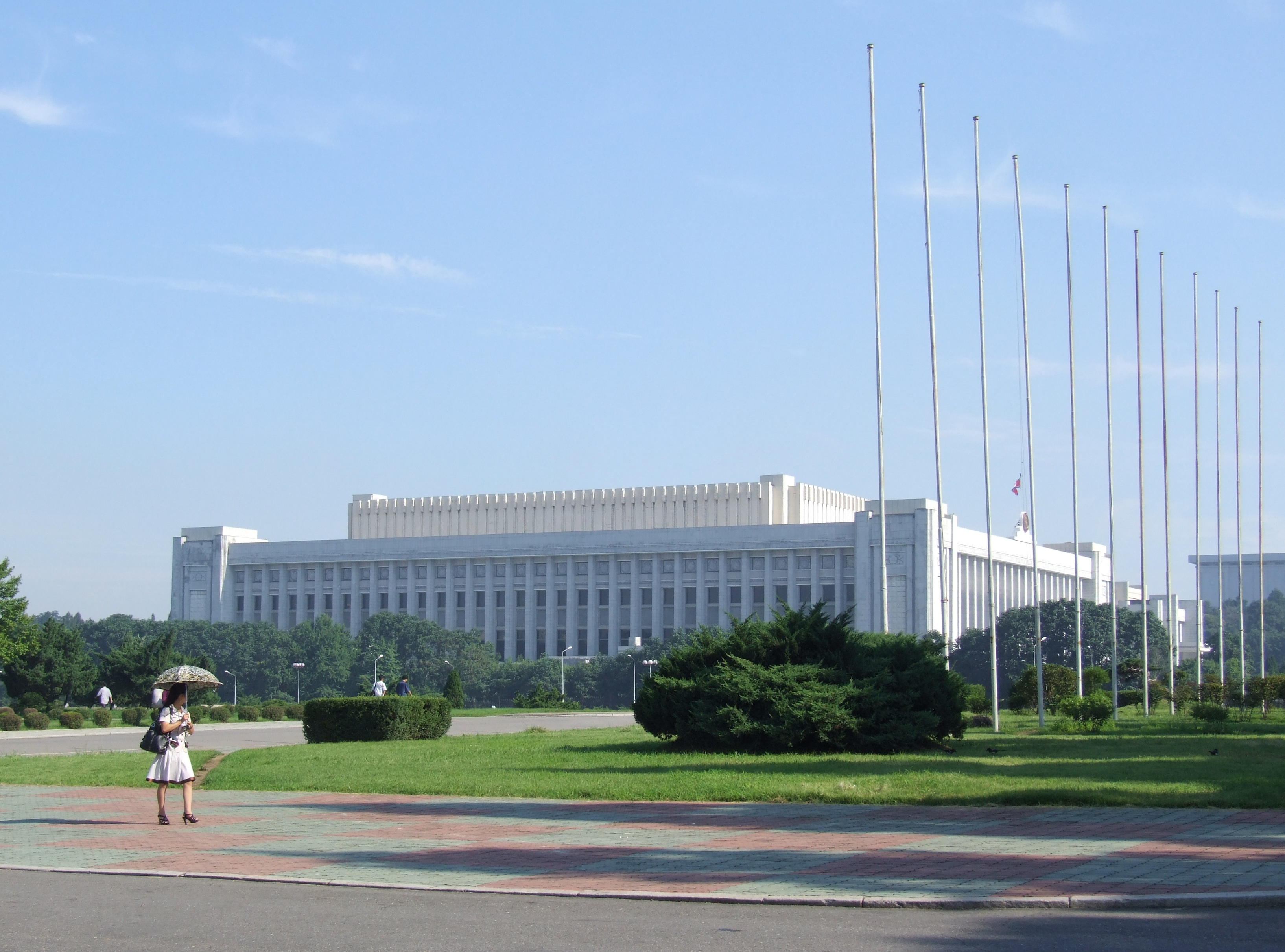
万寿台议事堂

職能，最高人民會議共有議員687人，常任委員會委員長為崔龍海，履行部份國家元首職能。此外，除中央設立人民會議外，道、市和郡都有其地方人民會議，代議員的任期為4年。
政府內閣是國家最高權力的行政執行機關。內閣由總理、副總理、委員長和政府各部長所組成，任期5年。內閣下設全體會議和常務會議。全體會議由內閣全部成員組成，討論國家的新問題；常務會議由總理、副總理和總理任命的內閣成員組成，討論全體會議委托的問題。現在，內閣由兩個委員會、27省、1院、1個銀行和兩個局所組成。
國家的權力機關是國務委員會，由最高人民會議選舉產生，任期5年，並由委員長、副委員長和委員構成，其責任為統率、指揮全國一切武裝力量，並全面領導國家事務，現任委員長為金正恩，第一副委員長為崔龍海。

### 憲法
《朝鮮民主主義人民共和國憲法》於1948年首次通過下成立，它規定了政府的架構、執政黨朝鮮勞動黨的職能與政府運作的關係。憲法保證公民擁有言論自由權、選舉權、獲得公正審判的權利、宗教信仰自由的權利等公民權利和政治權利。
朝鮮政府曾四度修憲，而最近的一次修憲是在2012年，在序言中首次写明朝鲜为“有核国家”（“（金正日同志）使我们的祖国转变成政治思想强国、拥核国和无敌的军事强国”）。修改后的宪法，增加了前一年逝世的朝鲜最高领导人金正日的业绩，称“金正日是绝世的爱国者，社会主义朝鲜的守卫者。金正日将我们的共和国强化、发展成为金日成同志的国家，将民族的尊严和国力提升到了最高境界”。同时，宪法的别名由原来的“金日成宪法”变为“金日成-金正日宪法”。

### 司法

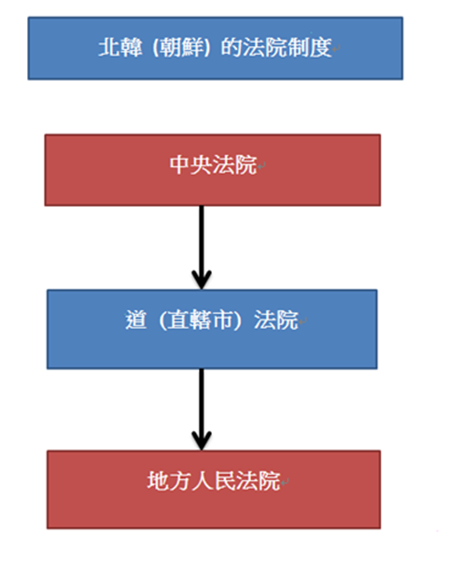
朝鮮的司法制度

朝鮮的法院和檢察院是朝鮮的国家审判和检察机关，並須服從朝鮮劳动黨的絕對領導，其審判制度由憲法、法院構成法和刑事訴訟法等組成。
中央裁判所（中央法院）是朝鲜最高国家審判機關，下設道（直轄市）法院、地方人民法院两级法院。另外，該國還設有軍事法院和鐵路法院這兩种特別法院。當中，中央法院是最高審判機關，負責指導司法行政工作、通過非上訴事件的審理、處理在道法院和特別法院一審的上訴和抗诉，以及自我監督。道（直轄市）法院則監督所屬的人民法院的審判工作、審判管轄道內的叛國罪和15年以下的勞改等一般罪行和處理管轄道內人民法院的上訴和抗诉。基层行政区设立的人民法院則負責一般犯罪和民事案件，並負責仲裁、法律解釋、資料宣傳、法律商談、公证等工作。
中央检察所是朝鲜最高国家检察機關。檢察院具有犯罪搜查和提出起訴的職能，並有義務保障公民的申訴權和辯護權，解釋勞動黨的司法政策和法律，以確保社會主義遵紀守法。检察院和法院一樣，都以中央检察院為中心，下設道（直辖市）检察院、市（区）、郡檢察院和特別檢察院。朝鲜的檢察院制度由中央检察院統一指導，下級必須服從上級和中央检察院的領導。
儘管上述的制度保障了公民的權利，然而，有学者认为，朝鲜的法律乃勞動黨掌控政權的工具，該國所有的律師均為政府服務。批评意见指朝鲜政治犯甚至在未明罪名下就被判入集中營。

### 選舉
自1948年起，朝鮮每隔5年則會舉行全國性的選舉，以決定最高人民會議的議席。然而，雖然其憲法規定所有17歲以上的公民都享有选举和被選舉權，但實際上選舉中的參選人都已經由朝鮮勞動黨事前議定。此外，由於各投票站都設有警察、國安局人員和朝鮮勞動黨黨員駐守，因此選民若對參選人投入反對票就會被立即監視，而且是非常危險的，據一些脱北者了解，投反對票的選民會被處決或送入勞改營和集中營強制勞動。另外，選民除非有合理的解釋，否則不得不去投票，違者很可能被警察監視和查問。在這種的情況下，朝鮮的選舉投票率和勞動黨的參選人得選率往往達100%。

## 經濟

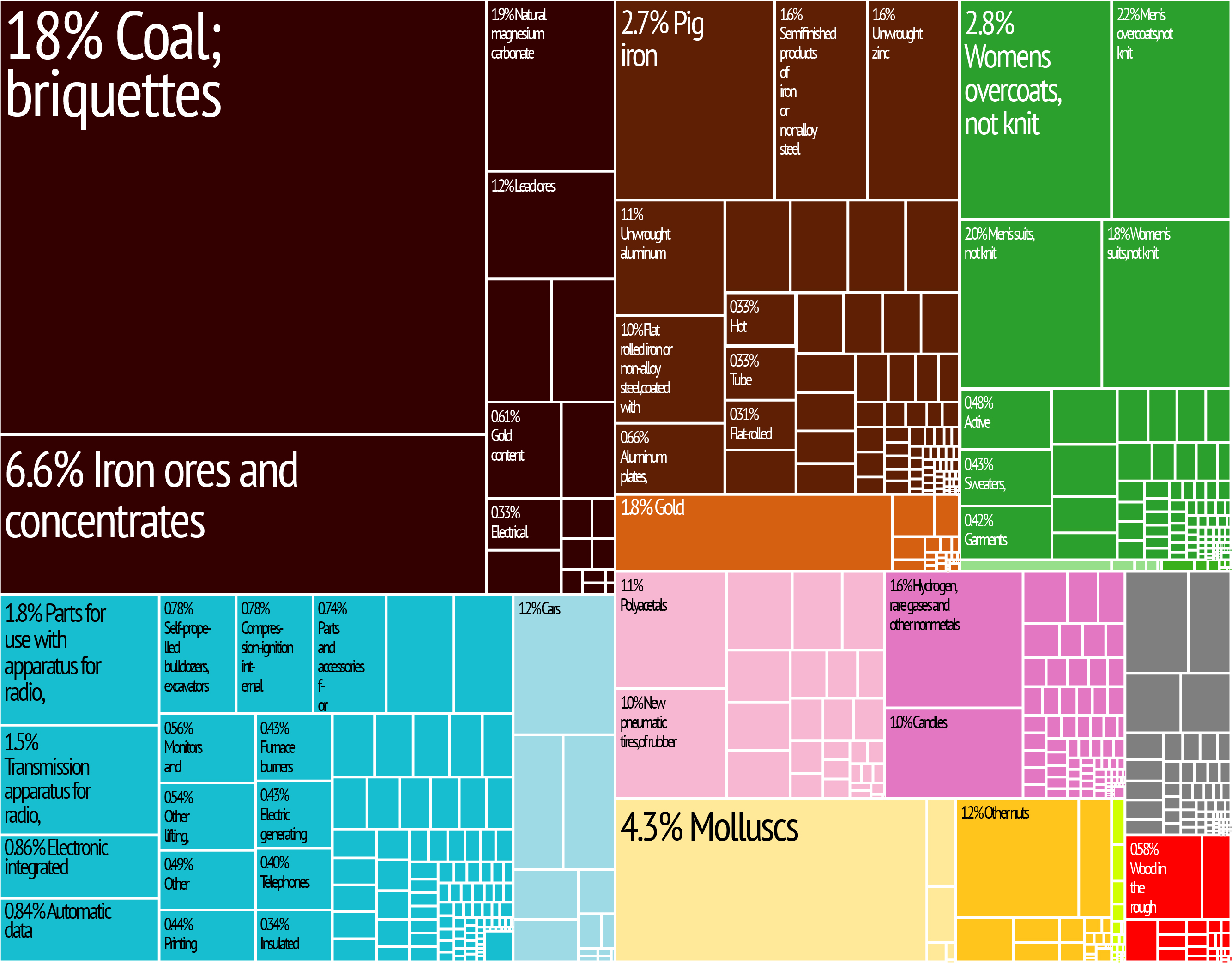
以28种颜色分类描述此国的产品出口，每种颜色代表一类产品

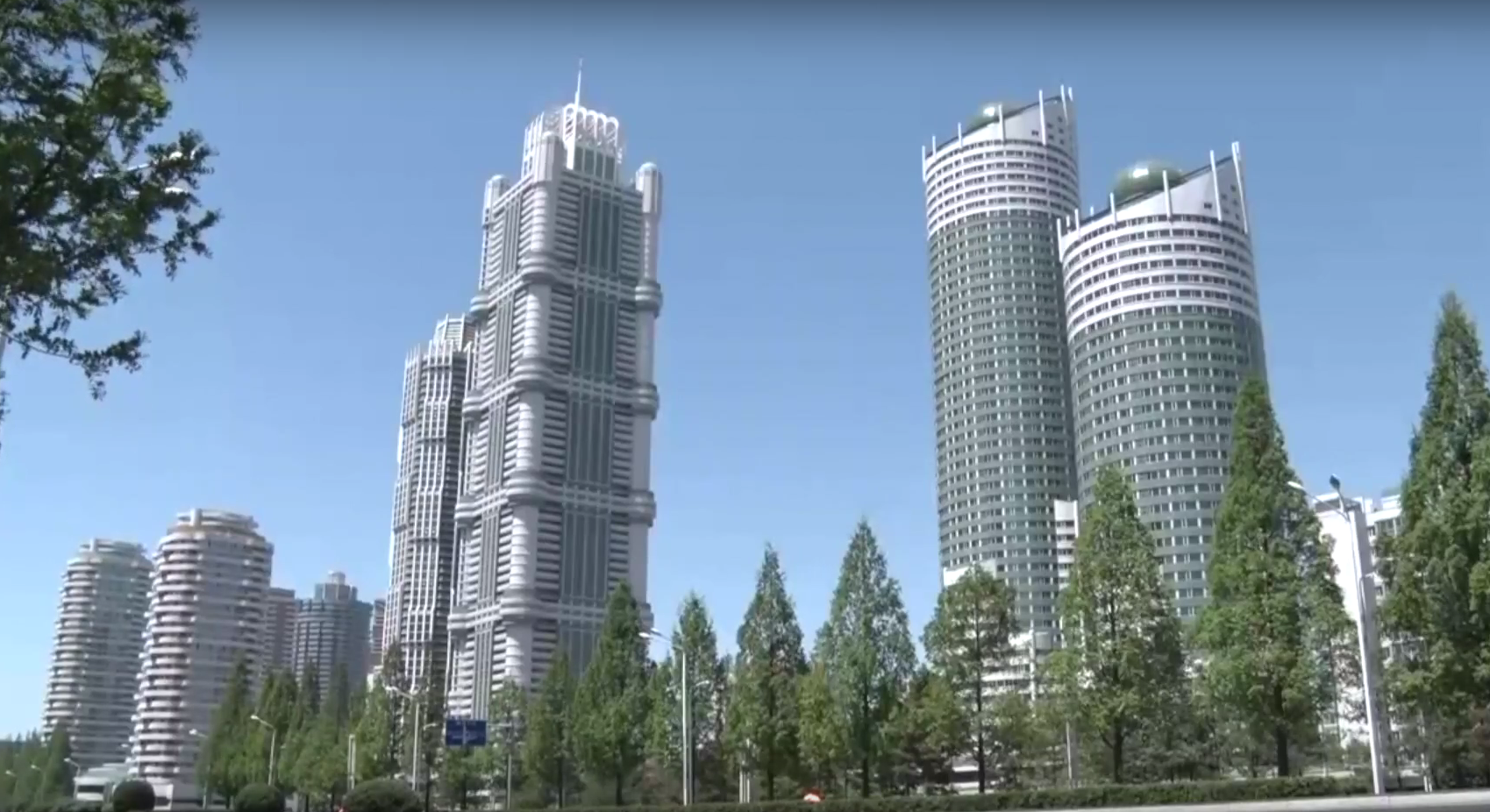
2017建成的黎明公寓

朝鮮在建國後以農業和工業維生。1950年代和1960年代，朝鲜政治穩定，外交上和蘇聯以及中華人民共和國等社會主義國家結盟，經濟發展較快。但是，由於朝鲜自身经济的结构性问题，因此在1970年代中期經濟漸走下坡路。最终在1990年代苏联解体外援急剧减少后经济濒临崩溃（到2000年代金正日已承認南韓比北韓富裕）。关于朝鲜经济在1980年代陷入困境的原因学术界有多种说法，小牧辉夫认为有以下三点原因：
第一，设备老化，技术落后，用于设备更新的外汇缺乏；
第二，过重的军费负担；
第三，计划经济体系的非效率性以及政治优先主义的弊害，
其中第三点影响最为显著。
1990年代又补充了关于朝鲜1991年以后经济崩溃的一个原因，即对苏联，东欧贸易的急剧减少。
方灿荣则归纳为四点：
第一，斯大林式的中央集权统制计划经济体制内在的构造缺陷；
第二，经济管理，政策的原因，自立经济路线，重工业优先政策，过度的军事负担；
第三，主体思想对于资源分配的扭曲；
第四，社会主义阵营的崩溃。
木村光彦则对金日成自身无原则的蒞臨指導进行了否定。梁文秀则对朝鲜经济低迷的原因进行了详细的分析。
隨後，朝鲜的分配制度癱瘓，並出現了嚴重的通漲。有見及此，朝鲜政府先後局部性開放其經濟，又推行「經濟管理改善措施」，以嘗試開源節流和平抑物價，但成效有限。2009年11月30日，朝鲜突然宣佈從12月1日起，全面推行貨幣改革，現有的100圓將改為1圓，每戶限定換10萬舊幣。由於朝鲜實行高度集中的計劃經濟，貨幣改革導致國家確定物價前商品無法銷售，加之民眾恐慌兌換外幣，引發經濟混亂。因此本次改革以失败告终。由於貨幣改革徹底失敗，新幣不斷加速貶值，市場各類商品均是有價無市，經濟已走向崩潰，原朝鮮勞動黨計劃財政部部長朴南基也因主導貨幣改革而被免職後枪斃。
據估計，工業是現時朝鲜最主要的產業，佔本地生產總值（GDP）的43.1%，服務業為33.6%，農業為23.3%。

### 農業

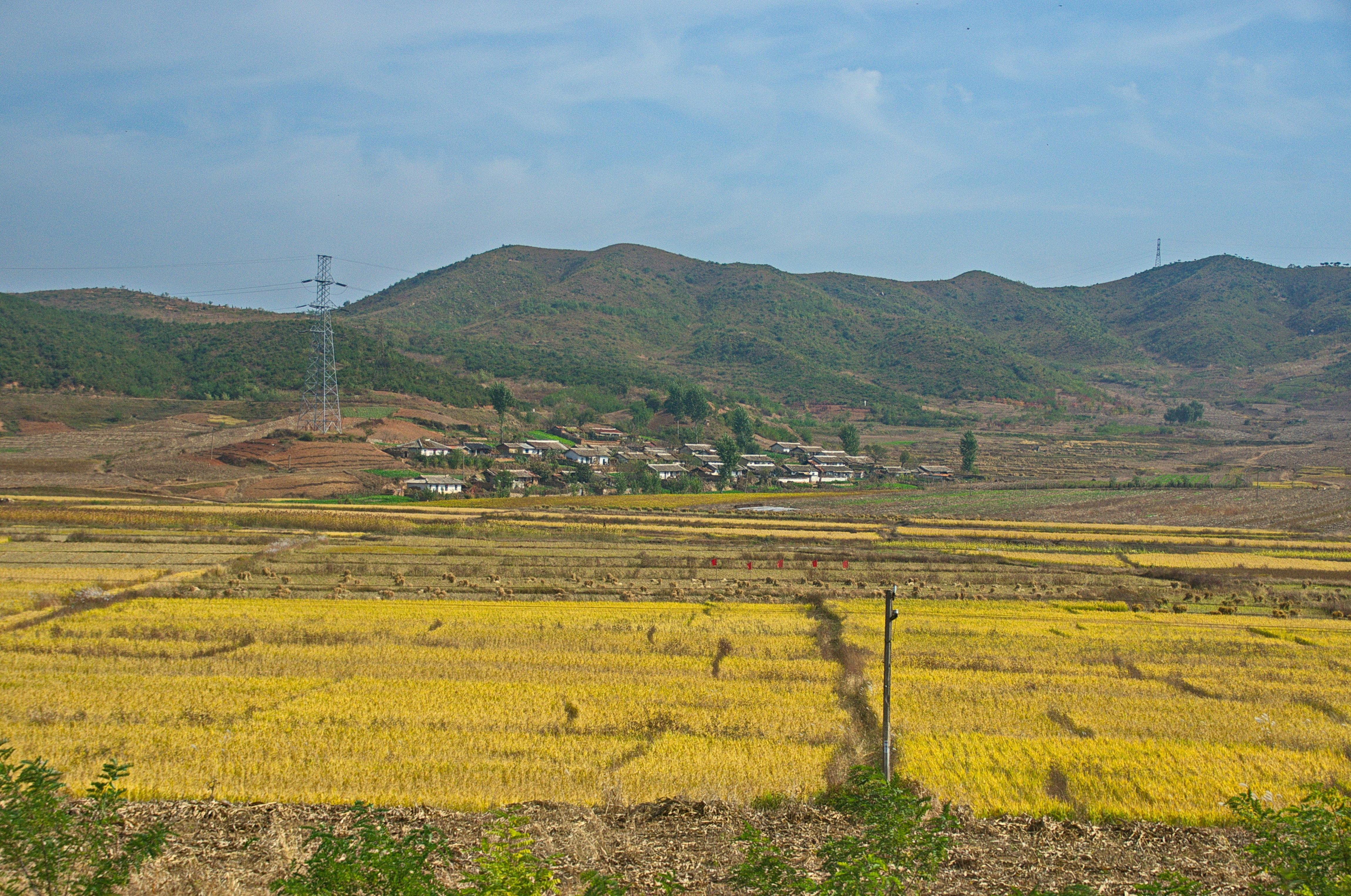
朝鲜的农田

朝鮮是全世界唯一一个依然實行集体农业并以此為主的國家。自1948年立國後，朝鲜則沿用蘇聯的集體化生產，農民會從國家分配到種子、農具、肥料和機器，並按照政府的要求耕種。農民要將收成上交政府，他們則會取得食物和其它日用品作酬勞。由於朝鲜山多平地少，可耕地面積只佔國土的22%，耕地大多集中在如咸鏡兩道和江原道等東部地區，加上蘇聯解體後失去了支援，造成肥料和燃料短缺，農產量頓時下降，之後中國曾一度接手援助角色。1993年中國曾向朝鲜大量出口燃料和食品，佔當年朝鲜77%和68%的燃料和糧食進口量。蘇聯解體後還持續保持親俄立場未轉向的朝鲜引發中國方面不滿，因而2年後決定停止對朝鲜的援助，施以某種懲戒。在1994年至1996年間該國的糧食產量就銳減六成，並從而造成了五年大饑荒的出現，直到21世紀後中方逐漸恢復援助。
為提高農民生產的積極性和農產量，朝鲜政府2002年推行的改善措施中推行承包，又提高農作物的收購價格。私人農場也在此時被政府提出，農民可以擁有自己的土地，並自行決定所種的作物。在這些的政策下，朝鲜的糧食產量有所增長，2004年，該國的農產量躍升至4百萬噸，是1997年的兩倍。然而，由於缺乏肥料、機器協助生產和天災，儘管產出有所增長，但農產量還是相當有限，並仍不時出現局部性的饑荒或糧食短缺。2007年發生的水災，就令南部出現糧食不足的情況。有鑑於此，朝鲜政府在2012年決定進一步改革農業：集体農場可有更大的自由度選擇耕作的作物及對其的處置權。
現時，朝鲜的農產品有稻、玉米、马铃薯、大豆、豆类；牛、猪、猪肉和雞蛋。

### 工業
朝鮮在工業上同樣實行计划经济，政府會為工廠提供燃料和材料，廠方則會按政府的要求製造所需產品和數量。在1950年代，朝鲜的工業快速發展，其總工業產出量在1953年至1960年間增長了39%，是為全球之冠。同時，朝鲜也是繼日本後的第二大東亞工業國。然而，隨著蘇聯解體，朝鲜失去了主要的盟友，能源入口量大減，工業嚴重衰退，在2002年，全國共有四分之三的工廠倒閉，朝鲜的經濟形势更為嚴峻。
為舒困工業政府在同年進行改革方案，中央下放權力於企業，廠方可自行決定生產計劃，企業又需自負盈虧，工人的工資也會按其產量增減。此外朝鲜還開發了開城、南浦和新義州等工業區，容納外國企業在當地設廠，以圖增加工業產量和學習其技術和生產模式。
然而這些的措施成效有限，據大韓民國《中央日報》報導，在2005年，在150間與朝鲜簽下合約的韓國企業中，只有45間的合約多於6年，22間會在當地設廠5年。2008年的另一篇報導則指出，80%的韓國企業都表示在當地營運困難，主因為交通和通訊問題。另外，開城等工業特區也時因政治因素而關閉，在2013年4月初，朝鲜忽然宣佈因「『好戰分子』試圖將開城工業園作為衝突的焦點，進一步使朝鮮半島危機升級」而關閉開城工業園區，並撤出園區內所有工人令韓國企業造成損失但又在同年6月表示可重開工業區。之後2019年起中美交惡讓中朝關係極大恢復，中國共產黨中央委員會總書記習近平2019年應朝鮮勞動黨委員長金正恩邀請訪問朝鮮後，開始釋放出中國將全力支援金正恩經濟現代化的信號，核武問題將不再是兩國主要議題。
工業還是現時朝鲜最主要的產業，並以重工業以及國防工業為主，其主要製品有機器製造、化學、採礦、冶金、紡織、食品加工。礦產有煤、鎢、石墨、磷酸鹽、鐵、錳、銅、鉛和鋅。其中煤礦、鎢礦、石墨較為豐富菱鎂礦更是藏量居世界第一，自產鈾礦的優勢除了核武能力外也有核能開發潛力。同時朝鲜是全球第15大的產萤石國，也是第12大的產銅國和產鹽國。2003年朝鲜公佈電腦發展計劃書，並計劃在2023年成為全球主要的軟件大國。

### 商业

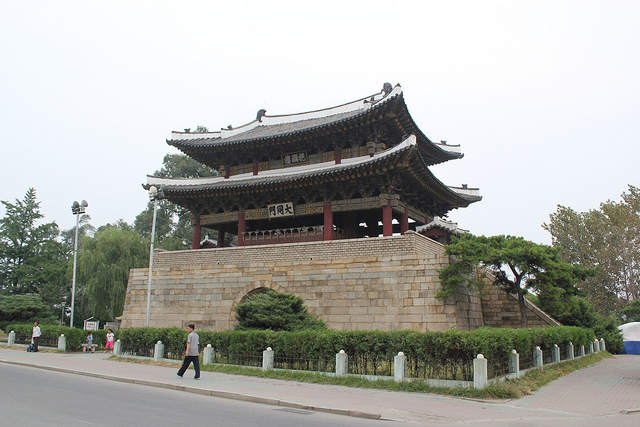
朝鲜观光景点大同门

朝鲜实行计划经济，並且反對資本主義。故此，金日成時期除了從蘇聯和中华人民共和国購入糧食、肥料和燃料外，很少與其它國家進行貿易。另一方面，金日成在任期间又大力掃蕩民間的自由商業活動，国内贸易和商業也幾乎完全由國家控制。1969年，他推行「反市場政策」，從事買賣者會被視為「敵對階級」。國內的商店均由國家所有，民眾會在工作單位取得各種的劵（如傢具劵），並憑劵到國營店取得所需的東西，空有金錢而無劵者不能在店內取得所需物資。
到了1980年代至1990年代，朝鲜政府陷入財困，情況因而出現了改變。為賺取外匯，朝鲜成立《投資法》，又開設羅先經濟特區容許外國企業到當地投資。此外，外匯商店也應運而生，這種出售各種進口商品，包括食物、傢具、電器等。外匯商店只接受美元、歐元和人民幣三種通貨，且一般只向外國人開放。2000年，朝鲜貿易省又開設資本主義制度研究院，又在兩年後實行局部性的「價格自由化」，並放寬市場產品限制，減低國營企業的壟斷。
另一方面，在1990年代後，隨著國家分配系統的失靈，國營店無法提供各種的必需品於市民，加上通漲的出現，民眾的薪金不足應付日常需要。為了賺取額外收入，一些民眾在街上擺賣自家製作的日用品和食物，這種小買賣可佔一個家庭的八成收入。儘管這些的買賣有違朝鲜的意識形態，但由於政府可從中取得稅收，平壤當局不但未表反對，反而大表讚同，更宣稱這是「實踐式的社會主義」。及後，朝鲜又承認市場的存在，鼓勵民眾租賃攤位經營，社區的商品和街邊的固定攤位也因而如雨後春筍般的出現，景區出現了擺賣飲料的小販，朝鲜的經濟環境出現變化。
2012年，中华人民共和国是朝鲜的最大貿易國，出入口分別佔了42%和57%，其主要出口貨品包括礦產、冶金產品、製造品、紡織品、農產品及漁業產品等等﹔進口貨品則如石油、焦煤、機械設備、紡織品、穀物等等。2012年，兩國的貿易額達60億美元。

### 能源

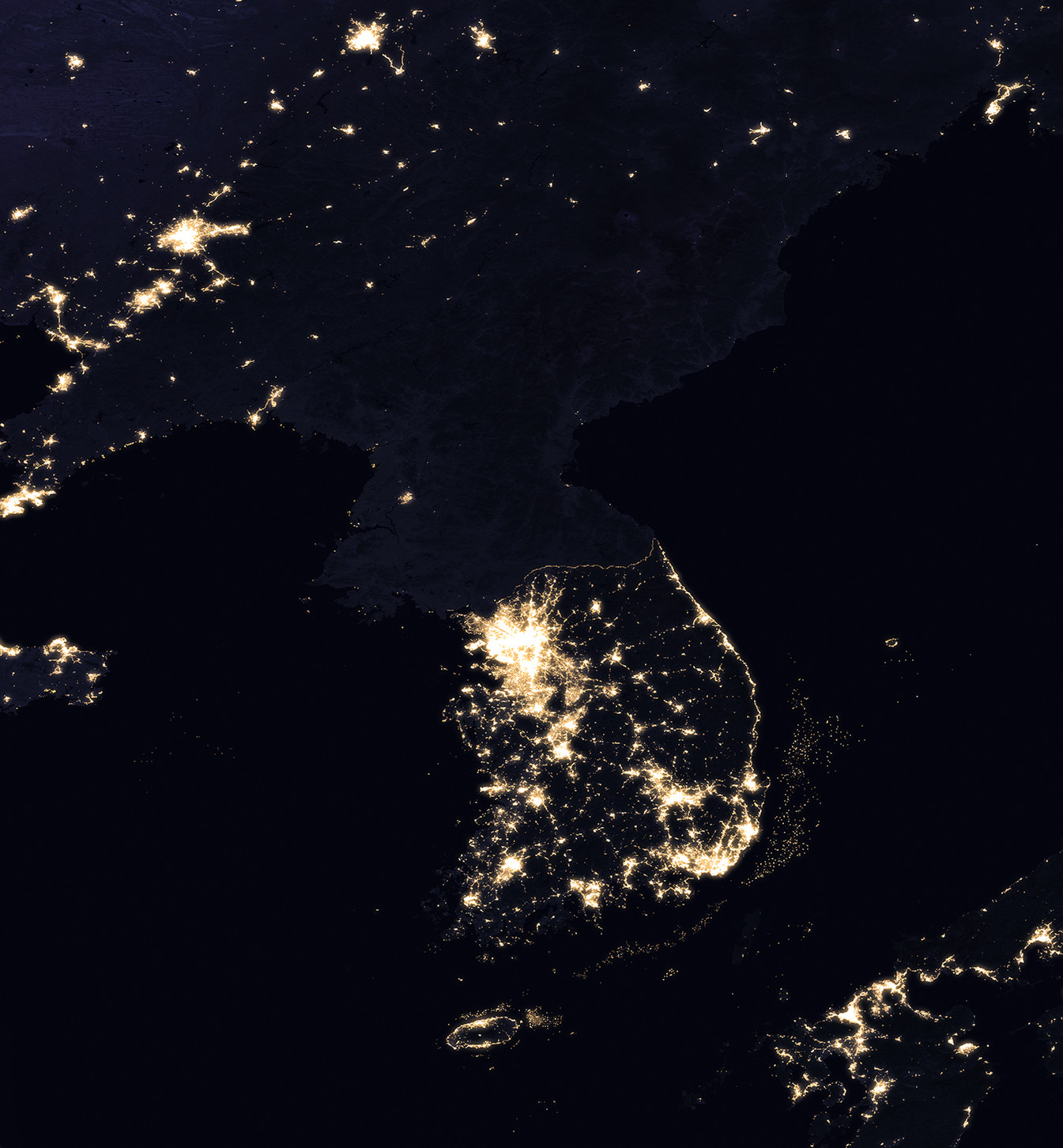
此图截取自2016年美国国家航空航天局从太空拍摄制成的世界夜间灯光地图。朝鲜相比邻国严重缺乏照明和电力，在地图中朝鲜部分相对较大的亮点为其首都平壤市

朝鮮於立國後，就從蘇聯和中華人民共和國以廉價購入能源。因此，在1940年代至1980年代間，其能源供應較為穩定。然而，隨著蘇聯的經濟不景氣，蘇聯要求朝鲜以正價購入燃料，令後者的能源提供開始不穩。朝鲜国内水电的装机容量占总电力装机的比例已经超过了60%，然而，现在的国际形势对朝鲜来说并不有利，联合国和美国对朝鲜施行的制裁和经济封锁，使得朝鲜国内的环保设备进口——包括用于可再生能源建设的设备进口，都变得十分困难。
1991年，蘇聯解體，中華人民共和國成為了朝鲜最大的援助國。1993年以前，中國向朝鲜大量出口燃料，並佔當年朝鲜77%的燃料進口量。但隨著1992年中韓建交，中國雖然試圖維持中朝關係而派遣時任中共中央政治局常委和中共中央書記處書記的胡錦濤訪朝，但仍招致朝鮮的外交報復，向越南販賣飛彈300餘枚。中國遂終止援助，導致朝鲜在能源提供方面只能自給自足。現時，朝鲜以煤和水力作為本國主要的供電源。
1994年發生的洪災令鴨綠江水力發電嚴重損毀，無法產出電力。這也使以電力驅動的火車無法將煤運到發電站，令能源危機的問題浮現。直到現在，朝鲜年均產出20.45億kWh的電力，其中47.4%為煤，其餘的52.6%為水力發電；但是，朝鲜還是不時出現能源短缺的現象。奇特的是因為供應端的極度缺失，使該國許多家戶改仰赖太阳能板来取得电力。

### 交通
朝鲜的交通系統覆蓋道路、鐵路、水路和航空。當中，朝鲜的道路全長31,200公里，其682公里為高速公路，但依有93.6%（29,203公里）的道路未有鋪設砂砾或碎石。
汽車在朝鲜甚為少見，全國只有25萬輛私家車左右，而較常見的為卡車。此外，自行车也是朝鲜平民常用的代步工具，2008年，全國近七成的家庭都有至少一部自行车。首都平壤是全國交通最發達的地區，除了地鐵外，這城市還有電車和巴士般的集體運輸工具。

#### 鐵路

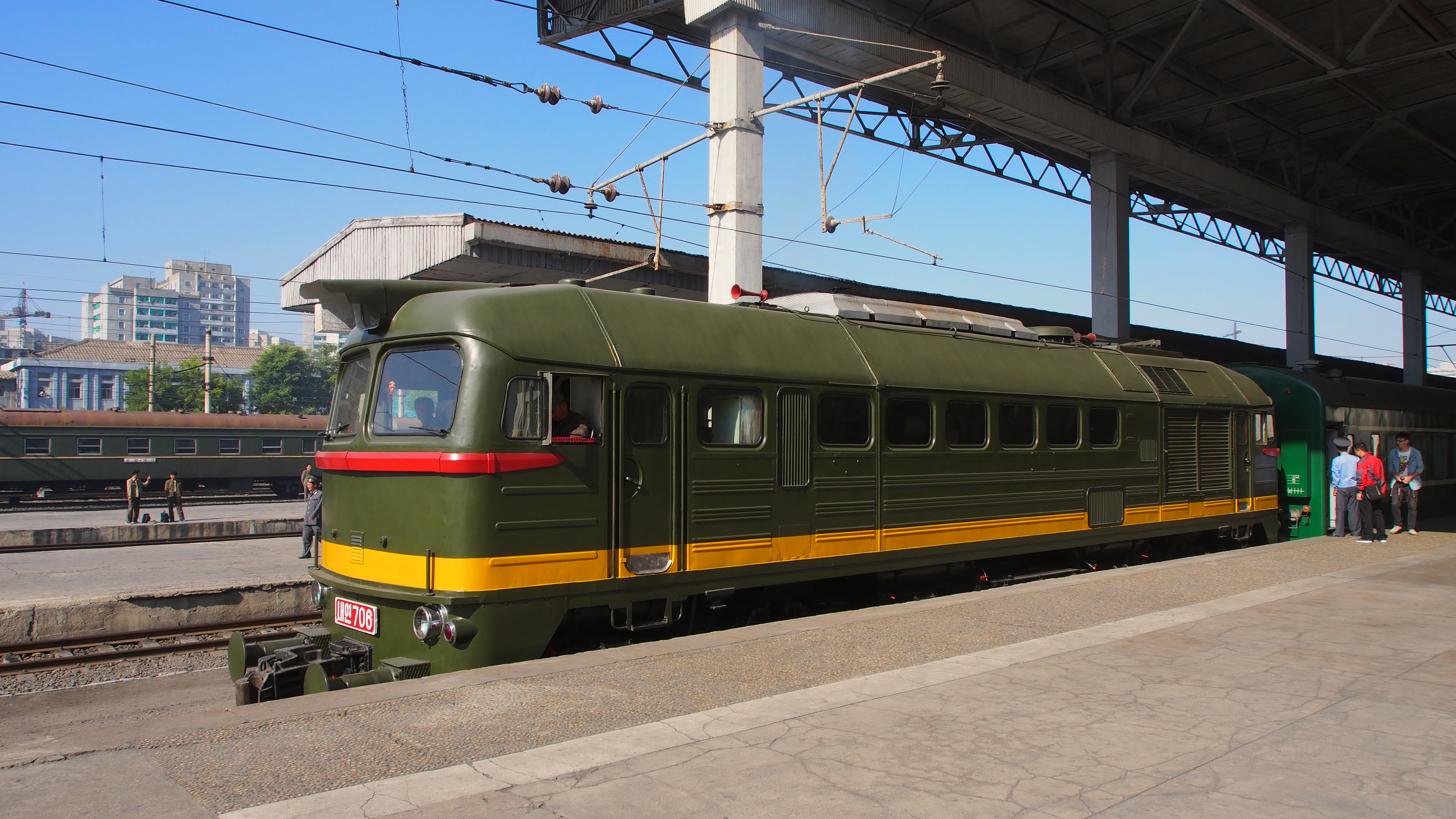
朝鲜火車

朝鲜在建國後即大力發展鐵路運輸。該國的鐵路共有11條國內线路，並連接到全國各主要城市，全長5,224公里。此外，八成的火車已電氣化。由於覆蓋面積大，加上費用便宜，火車是長途旅程的主要工具，它擔起了全國八成的載客任務。然而，由於能源短缺的關係，朝鮮的鐵路行走速度有限，最快的速度也不過每小時60公里，最慢的只有每小時20公里。因此，由平壤到開城，全長190公里的旅程可花費6個小時，而由新義州開往平壤，則有225公里，車程約7小時。
朝鮮的鐵路能與國外接通，包括所有鄰國（中華人民共和國、俄羅斯和大韓民國）。2002年，朝韓同意把京義線接通起來，並在2007年5月17日正式通車，這是自朝鮮半島分裂後，該路線時隔56年後再次開通。2008年，隨著兩國關係惡化，京義線再度暫停運作，直至北韓於2024年10月15日，透過爆破的方式切斷與南韓聯絡的鐵路。

#### 水路
水路運輸在朝鲜的作用較輕，它只負責了2%的貨運和客運任務。目前，該國最主要的港口位於南浦、羅津、清津、元山和咸興；主要的內河路線則在鴨綠江和大同江，國內內河航線共長2,250公里。
1990年代初，朝鲜有一隊為數68隻船，709,442噸載重的遠洋商船隊運送貨品出口。2002年，這數字上升至870,000噸，船隻數目為232隻。

#### 航空

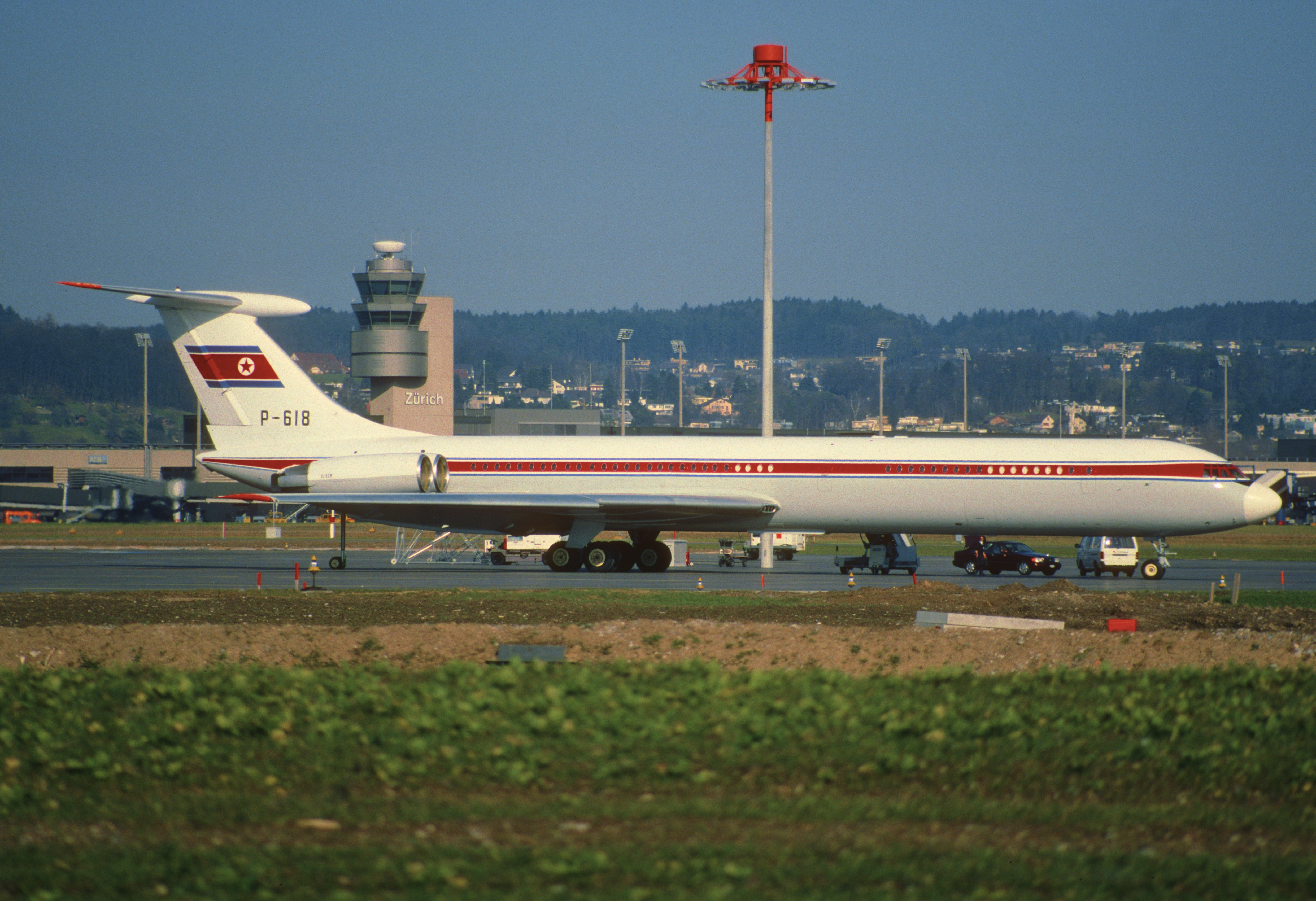
高麗航空飛機

朝鲜的民航始於1946年，當時蘇聯和朝鲜成立了合資的航空公司。1954年，朝鲜取得該航空公司的經營權，並交由朝鮮人民軍管轄。1993年易名為高麗航空，是唯二能飛往朝鲜境內的航空公司（另一家为中国国际航空）。提供北京和海参崴飛往平壤順安國際機場的國際航線。
目前，朝鲜的定期航線包括從曼谷-蘇凡納布、北京、大連、上海、西安、哈巴羅夫斯克（伯力）、加德滿都、吉隆坡、科威特、莫斯科-謝列梅捷沃、瀋陽、哈爾濱、海參崴到平壤順安國際機場的來回航班。
除了國際航線外，朝鲜在1958年時已有從平壤飛往咸興和清津的內航線。今天，高麗航空還提供了飛往平壤、咸興、海州、開城、江界、吉州郡、清津、新義州、三池淵郡、元山和南浦的航線。

### 旅遊業
為吸納外匯，朝鲜在1990年代後期起致力開發旅遊業。在1998年，朝鲜和韩国现代集团開闢金剛山觀光地区。時至2007年，共有170萬人到過當地，並帶來1億美元的收入。除了金剛山外，平壤和板門店也是旅客常到的地方，觀看阿里郎表演也是常見的活動，另有朝鮮刺繡中心等紀念品展售中心。
朝鲜並未容許自由行，要在當地旅遊，遊客必須有官方的導遊和監察員陪同，並禁止任意遊覽，對攝影有一定限制，並在出境時會檢查相機照片。相關檢查，對中國大陸遊客較寬鬆，但對西方国家的遊客則較為嚴格。遊客在參觀當地時，理論上也不得向當地人散發任何物品，但時常有人將小禮物饋贈兒童、老人。雖然如此，但旅遊業已成為朝鲜的經濟支柱。每年，也有10萬游客到訪朝鲜，其中又以東亞中國大陸和日本、東南亞旅客為主。不過近年來俄羅斯等國也逐漸增加中。

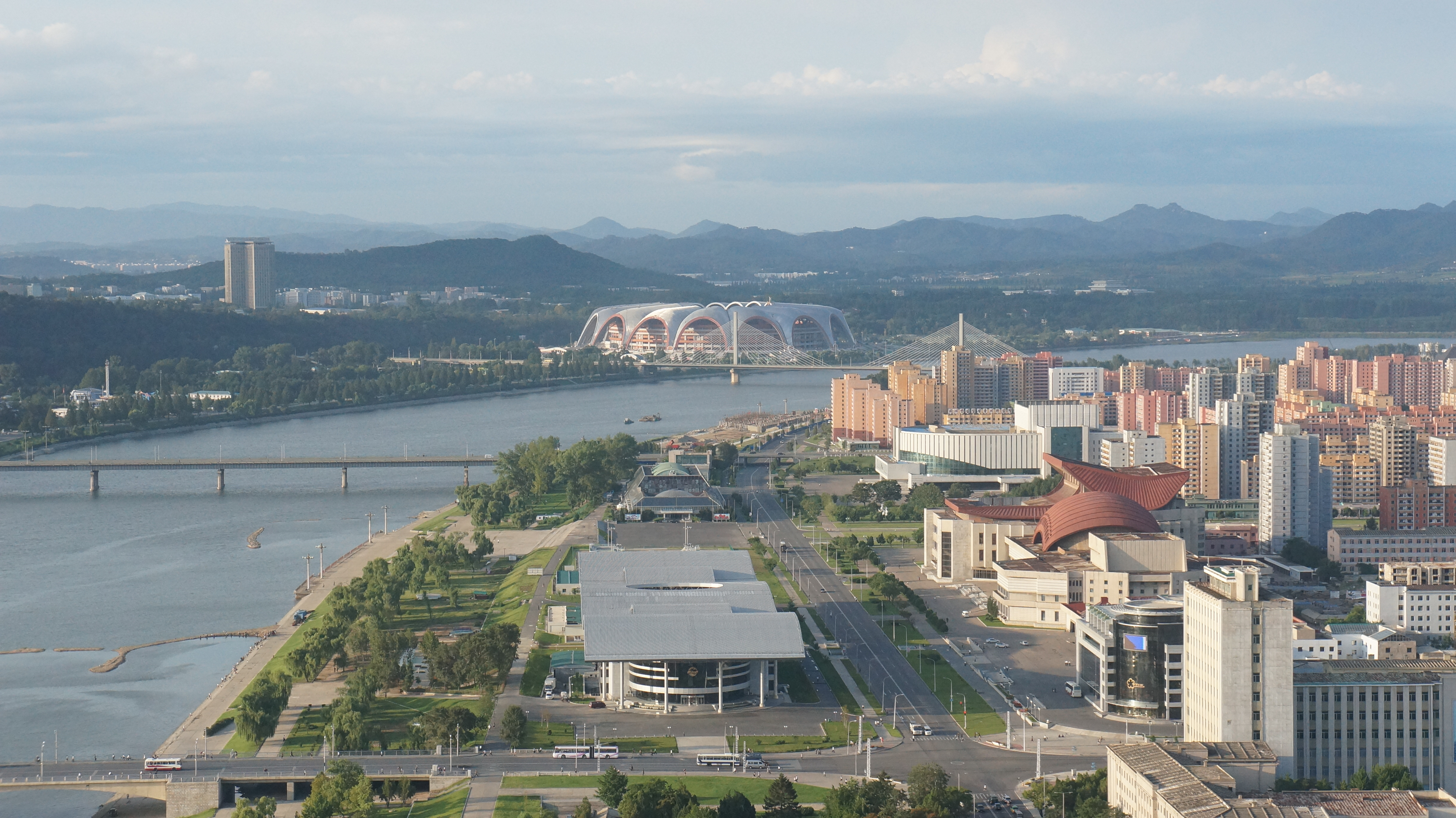
朝鲜首都平壤市

### 銀行業
朝鮮的中央銀行為朝鮮民主主義人民共和國中央銀行，負責發行朝鮮圓和負責處理國際貿易事務。此外，朝鲜還有如招商银行、中國建設銀行和中國農業銀行等中資銀行。然而，由於朝鲜政府資金供應不足，因此銀行不時出現無法提款的情況，這也導致人民以至政府部門不願把錢存進銀行的情況出現。
為鼓勵民眾使用銀行服務，朝鲜曾推出以新幣換舊幣的政策，又在2003年推出債券，並宣傳「買債券就是愛國」的口號。
2013年5月，中國的數間銀行關閉在朝鲜主要負責外匯交易的外貿銀行帳戶。

## 國防

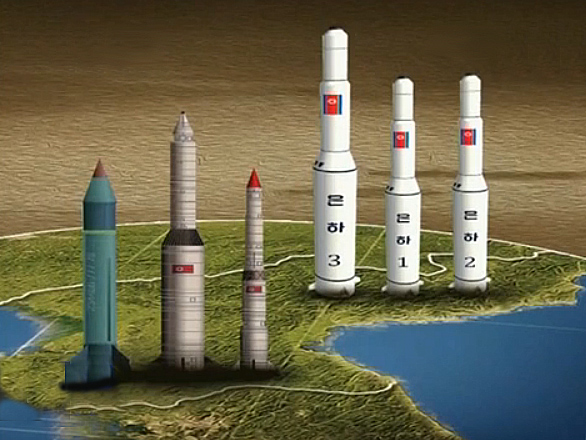
已知的朝鲜飛彈佈署概略，银河系列运载火箭佈署於北端聲稱作為科學用途，但也可改裝為彈道飛彈

朝鮮的武裝力量為朝鮮人民軍，分陸軍、海軍、空軍、戰略軍和特種作戰軍五個軍種。其最高統帥為朝鲜劳动党中央军事委员会委员长及武装力量最高司令官，現任統帥為金正恩元帥。具體的軍事指揮由朝鲜劳动党中央军事委员会負責﹔國務委員會下設有國防省﹔常設領導機關為總參謀部和總政治局，這些都是朝鮮的軍事機關。
朝鮮現時有正規軍120萬，是全球擁軍第4高的國家。同時，該國也是全球人均軍事人員比例最高的國家，每25人中就有一人為軍人（不分男女）。為鞏固國防，朝鮮實行兵役制，所有年滿17歲和身體健全的男子和女子都需服10年兵役。在軍備方面，朝鮮還擁有4,060輛坦克、2,500輛裝甲運兵車、17,900門火炮、11,000門防空砲、1萬枚便携式防空導彈和反坦克導彈、915艘船艦和1,748架戰機，還有2,500噸至5,000噸的化學武器和激光致盲武器。在2010年，朝鮮公佈軍費開支佔了年度開支的15.8%。
金正日繼承最高領導人後提出先军政治，強調軍事的重要性，並指「沒有人能比士兵更偉大、更可貴和更神聖」。為此，他把軍人的地位置於工人、農民和知識份子之上，其膳食和衣物也得到優先的照顧。在這風氣下，軍人的地位進一步提升。此外，士兵除了參與國防外，還需協助興建西海水閘、平壤地鐵等基建，因此朝鮮的軍人深得尊重，享有崇高的社會地位，成為朝鮮人民軍是不少青年人的夢想，嫁給軍人是女生追求的目標，老百姓也會把生活用品獻給士兵作慰問。

### 核武器

#### 核发展
朝鮮於1956年成立核子物理研究所，1962年又在距平壤北方90公里的寧邊郡興建反應爐。1978年，朝鲜開採到大量的鈾。隨後的30年間，朝鮮先後建立了6個核研究中心、兩座研究堆、6座鈾礦和1座核電試驗堆。
1990年，美國通過卫星影像懷疑朝鮮擁有核武，朝鮮先否定有製造核武的動機和能力，其後又在次年與大韓民國簽訂《關於朝鮮半島無核化共同宣言》，並在1992年與國際原子能機構簽下《核安全協定》，同意該組織檢驗其核設施，以證明朝鲜沒有使用核武器。之後，國際原子能機構先後6次對朝鮮進行核驗，均沒有發現核武的存在。然而，國際原子能機構其後根據情報發現朝鮮正分離至少148克的鈈，與該國申報的90克有所差距，故懷疑朝鮮正在發展核武，並令要再度進行驗查。朝鮮表示拒絕，1994年10月，美國前總統卡特以個人身份到平壤與金日成會談，並使朝鮮放棄發展核武。
2000年代朝鮮再次計劃發展核武。2002年朝鮮承認此事並稱「正在研究更強的武器」。2005年2月，朝鲜表示已擁有「核遏制力」，隨後又將8,000支廢燃料棒再處理，意味着朝鮮可生產核武器。翌年10月9日，進行首次核試驗，在國際上引起強烈反響。2007年儘管朝鲜在六方會談承諾放棄核武，但在2009年5月25日，又進行了第二次核試驗。2013年2月12日朝鲜進行第三次地下核試後其核武計畫有顯著進展，2015年更疑似列裝了發射小型彈道飛彈的新浦級潛艇，若有水下核打擊能力理論上朝鮮將有極高成功率毀滅或重創首爾和東京，許多國家並不能再以和朝鮮開戰只會是有限局部戰爭的角度來看待。2016年1月和9月又进行了两次核試驗（第四次氫彈核試驗，第五次核試驗）。2017年9月3日朝鮮發生規模6.3強烈地震，震源深度零公里，地震地點就在朝鮮核子試驗場所在地豐溪里。朝鮮宣稱成功試爆可安裝在洲際飛彈上的氫彈。2017年9月15日朝鮮向日本領土方向發射了彈道導彈。導彈飛行距離為3,700公里，飛行高度為800公里。

#### 核政策
2022年9月8日，朝鲜最高人民会议颁布关于朝鲜核武力政策的法令，宣布朝鲜核力量由朝鲜民主主义人民共和国国务委员会委员长单独指挥。法令对朝鲜核武器使用原则作出规范，分别是遭受侵略时使用核武器和除无核国家参与对朝鲜的侵略外，不对无核国家进行核威慑和核打击。该法令还对核武力政策属防卫性质、核武器的使用前提、核武力的使命、组成、指挥控制和核不扩散等方面作出法律规定。

### 對外軍售
朝鮮也發展了弹道导弹，並對國外銷售。2009年4月，聯合國安理會將朝鮮礦業發展貿易公司（又名KOMID）列為朝鲜的主要武器銷售者和主要彈道導彈的出口者。據聯合國報道稱，KOMID總部位於平壤市中心。KOMID也在北京和世界其它地方設有辦公室，以促進武器銷售和吸引顧客購買朝鲜武器。在國外，該公司將彈道導彈賣給伊朗，並代表朝鮮參加了為敘利亞大量生產反坦克導彈的交易。KOMID也將1億多美元的武器，包括導彈技術、炮艇、火炮等出售給非洲、南美和中東。2022年俄烏戰爭後，該國也被指控出售炮彈給俄軍在烏克蘭使用。
朝鮮人民軍也請求Hap Heng公司幫助其對外出售武器。90年代Hap Heng公司設立在澳門的辦事處對伊朗和巴基斯坦出售了武器、導彈、核技術等。巴基斯坦的Ghauri導彈是朝鲜大浦洞-1導彈的複製品。情報顯示，Hap Heng公司曾在1999年把導彈零件賣給伊朗。

## 外交

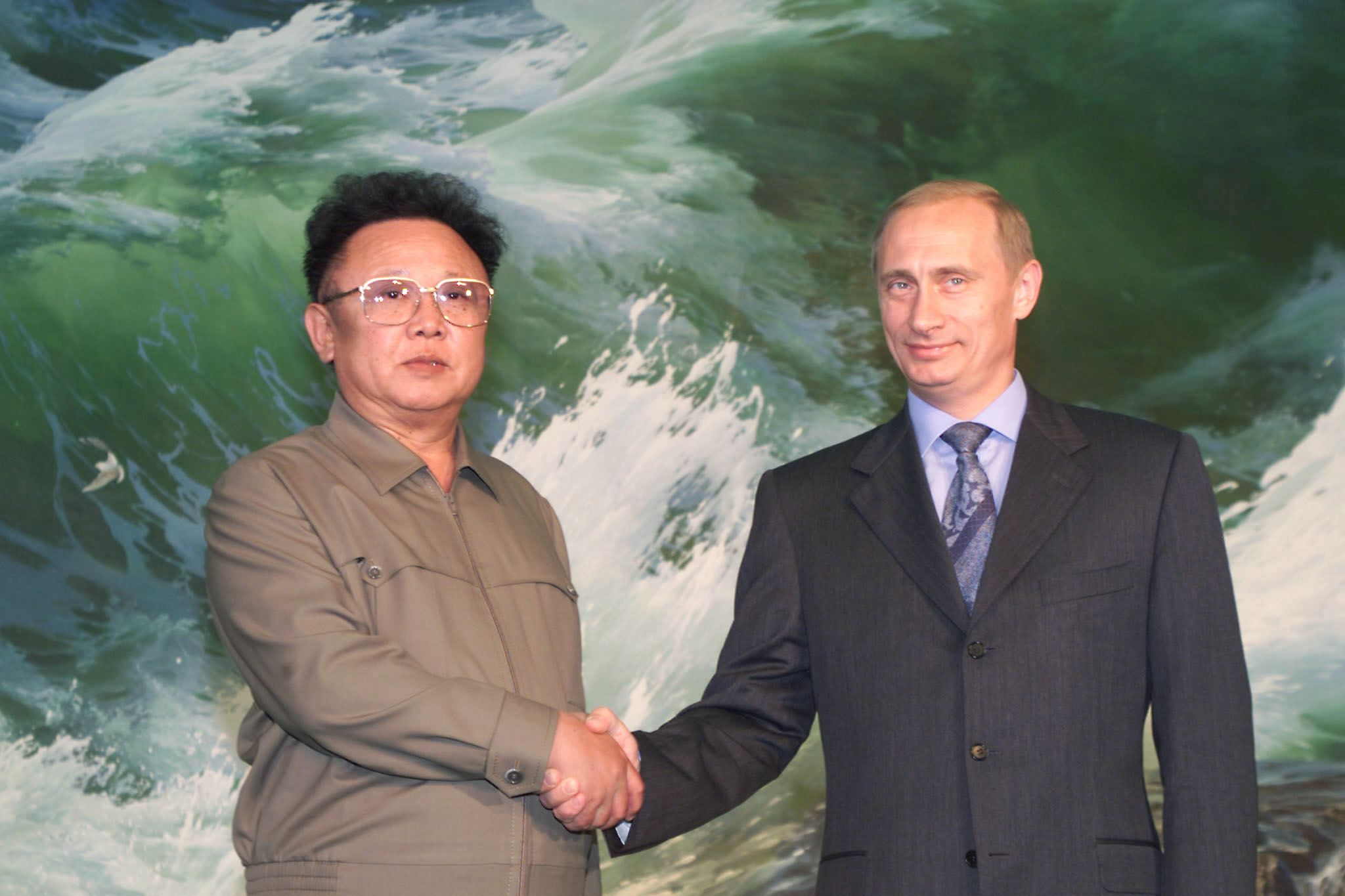
朝鮮勞動黨總書記金正日與俄羅斯總統普京會面（2000年）

朝鮮於1975年5月，成为“七十七国集团”正式成员国，同年8月正式加入不结盟运动。1991年9月17日同韓國一起加入了聯合國。2000年7月，加入东盟地区论坛（ARF）。与163个国家（含欧盟）建立了外交关系。朝鮮自建國後即與蘇聯和中華人民共和國建交，並維持著緊密的關係。蘇聯解體後也跟俄羅斯保持一定聯繫，另外1961年簽訂的中朝友好合作互助条约框架下，朝鮮是中國的唯一軍事盟友。
在朝鮮戰爭中，金日成得到了蘇聯和中華人民共和國的大力協助，使金氏政權得以鞏固。战后，三國之間曾經出現過一些波折，例如：金日成在1956年同時肅清了朝鮮勞動黨內親中華人民共和國的延安派與親蘇聯的蘇聯派；1960年代，朝鲜在中蘇交惡後在敵對的蘇聯與中華人民共和國之間左右逢源，來回搖擺以保證自身的最大利益。但是，整體而言該國與中、蘇兩國的關係仍然較為穩定。這情況一直維持至蘇聯在解體前夕與韓國建交（蘇聯在和韓國建交不久後解體），導致朝鮮與其斷交；還有中華人民共和國在1992年與韓國建交，令朝鮮一度與其交惡，使朝鮮外交在1990年代陷入孤立與被排斥狀態。隨後，朝鮮試圖打破僵局，改為與越南、寮國和柬埔寨等社會主義國家建立合作關係，因為同為社會主義市場經濟的越南跟中華人民共和國在南沙群島主權問題上存在尖锐对立；又在1991年加入聯合國等國際組織。

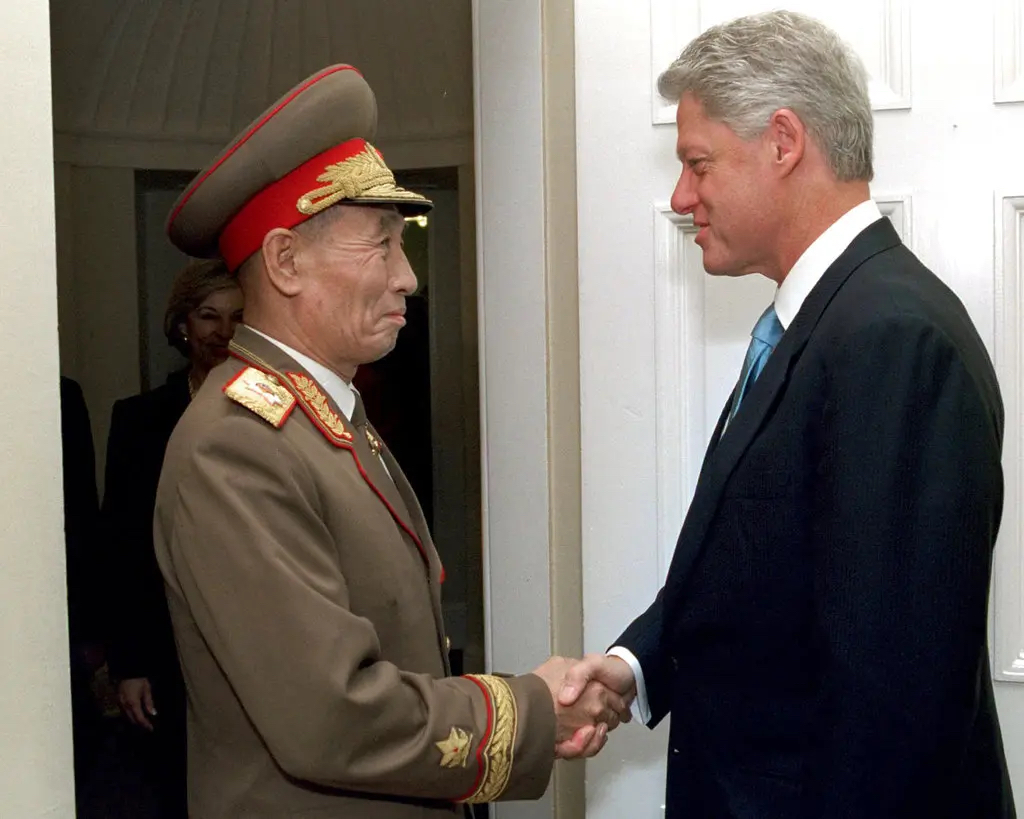
2000年10月，美國總統柯林頓在華盛頓白宮會見朝鮮國防委員會第一副委員長趙明錄次帥

另一方面，由於朝鮮視美國、日本和大韓民國為「敵對政權」，故此一直未與這三國建立正式的外交關係。朝鮮更是唯一未與日本建交的聯合國成員國。雖然如此，但在2000年代後，朝鲜與這三個國家的接觸日漸增多。2002年，朝鲜在與日本的首腦會談中承認曾在1977年到1988年間綁架日本人一事，並釋放依然生還的5人。2003年，朝鮮核危機爆發，朝鮮被邀與美國、中華人民共和國、日本、大韓民國和俄羅斯出席六方會談，以鼓勵放棄核武。2007年，朝鲜先宣佈同意放棄核武，金正日又與時任大韓民國總統盧武鉉就建立朝鮮半島和平機制、無核化、擴大經濟合作等問題達成多項協議，並簽下《南北關係發展與和平繁榮共同宣言》。2008年，紐約愛樂樂團亦曾訪問朝鲜。
2017年11月21日，时任美国总统的唐纳德·特朗普在内阁前会议上表示，由于朝鲜“除了以核毁灭威胁全世界外，北韩还屡次支持国际恐怖主义行径，其中包括在外国土地上的谋杀行径”，美国将把朝鲜列入支持恐怖主义的国家名录。
然而，在這段時期，朝鲜也有和這些國家發生衝突。2009年4月14日，朝鲜宣佈退出六方會談，並在其後重開核設施，進行第二次的地下核試。同年，朝鲜称有兩名美國女記者在未經許可的情况下，從中國越過朝鲜邊界被捕，並判二人勞改12年。该事件最終在美國前總統克林頓到訪朝鮮後平息，兩名記者獲釋并回國。2010年3月26日，發生天安艦事件。同年11月23日，朝鲜又對韓國的延坪岛進行炮擊。2013年3月5日，朝鲜宣佈撕毀「朝鮮停戰協定」，又切斷在朝鮮半島非軍事區板門店與美軍的軍事熱線。

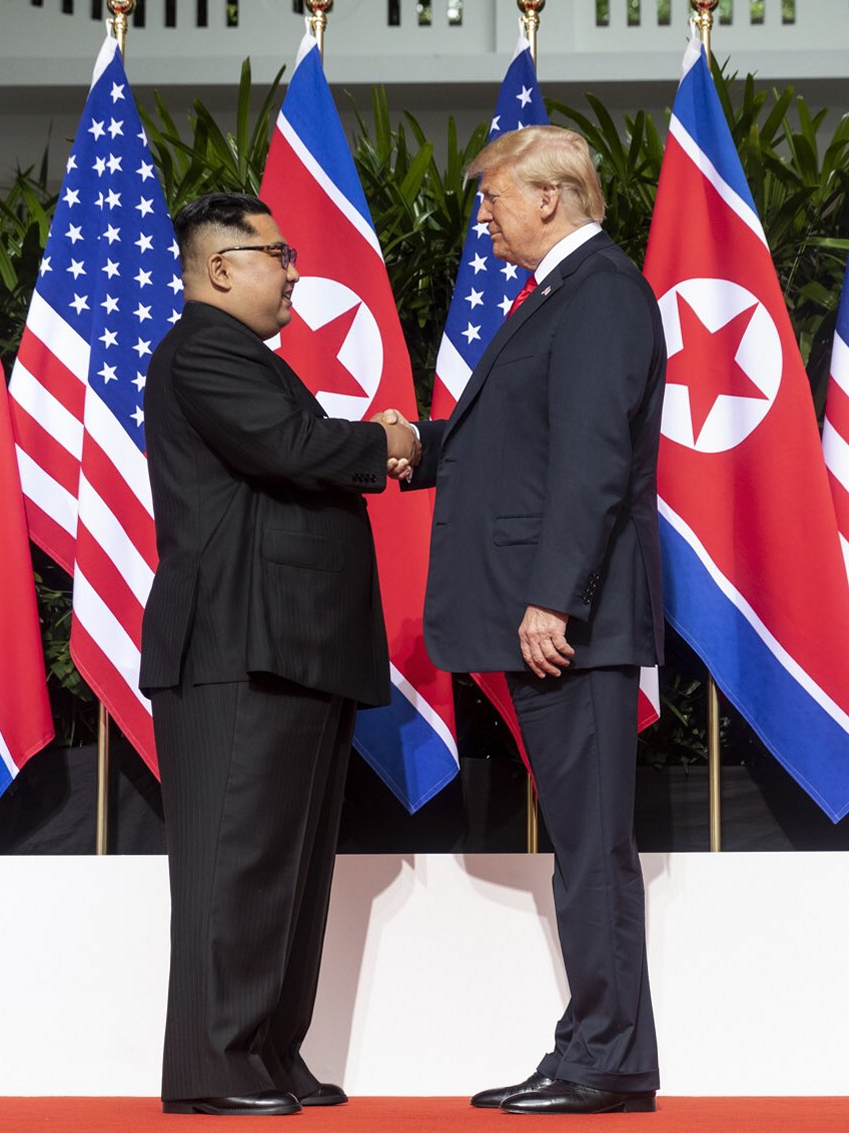
2018年6月12日，朝鮮勞動黨委員長金正恩與美國總統唐納·川普於新加坡會面，是韓戰後兩國最高領導人的首次會面

截至2024年6月，朝鲜共與160國保持外交關係，至2024年年初，共有24個國家在首都平壤設有大使館。截至2025年4月，北韓總共有開設122個常駐大使館、46個總領事館和5個代表處。歐洲只有法國與愛沙尼亞與朝鲜从未建立外交關係。自2000年至2017年，馬來西亞的公民曾可免簽證到朝鮮旅游30天。从2017年3月5日起，由于金正男遇刺事件，馬來西亞政府基于安全考量，宣布取消朝鮮公民的免簽證待遇，并且禁止馬來西亞公民前往朝鲜。2018年，马来西亚首相马哈迪·莫哈末對於2018年朝美首脑会晤表示歡迎，並表示世界不應對金正恩懷疑並應學習他對於和平的期盼，在東京的一個記者會上， 馬哈迪希望朝美首次峰會能取得好結果，並表示馬來西亞重開北韓駐當地大使館，改善因金正男遇刺事件而低落的兩國關係。2021年3月19日，因马来西亚批准美国对一名朝鲜男子的引渡申请，朝鲜宣布与马来西亚断绝外交关系。
2022年7月13日，朝鲜宣布承认兩個由俄羅斯於烏克蘭東部建立的「人民共和國」（顿涅茨克与卢甘斯克人民共和国）的独立地位，成为继俄罗斯和叙利亚后第三个承认顿涅茨克与卢甘斯克独立地位的联合国成员国，随后乌克兰宣布与朝鲜断交
截至2025年，美國國務院根據美國《武器出口管制法》和第13637號行政命令，以每年一次的頻率連續29次將北韓列入「反恐不合作國家」名單，同時北韓也被美國認定爲「支持恐怖主義國家」。美國根據其他國家是否充分配合美國的反恐行動來判斷是否爲反恐合作國家，若被美國列入反恐不合作國家名單當中，則被列入名單的國家不會有由美國出口的軍工物資與合作。

## 社會

### 階級
為加強統治，朝鮮開國領袖金日成在1950年代後期按照民眾的出身成分將公民分為三個階級，當中包括友好勢力、中立勢力和敵對勢力。隨後，金日成再在1970年的最高人民會議中作出修訂，將國民劃分成「核心階級」、「動搖階級」和「敵對階級」3大階級，再細分51個分類，並沿用至今。據估計，這三個階級分別佔了該國總人口的三成、五成和兩成。
根據朝鮮政府規定，「核心階級」包括在日本投降前的軍人、工人、貧農、佃農、集體農場農民、解放後受高等教育知識分子、勞動黨員、抗日戰爭和韓戰中戰死者等的家屬和後裔；「動揺階級」包括民族資本家、中小企業商人、手工業者、店員、小中自耕農、中小規模承包商、刑期已滿的政治犯、囚犯家人、死囚家屬；「敵對階級」則包括在日治時的官廳反動官僚、親日親美分子、富農地主、1945年後的越北者、天主教徒和基督教徒等。
不同的階級在居住、學業、工作和晉升等方面也會得到不同的對待：「敵對階級」不能居於國界和沿海一帶，或者平壤以及其它大城市，會被發配到北部的山區居住；他們難以升讀大學；在糧食或資源短缺時，他們會最先失去糧食和資源的配給；在軍中，他們也難以晉升到上尉或以上的級別。反之，「核心階級」除了可居於平壤外，還可取得豪華的房屋，在能源或糧食短缺時，他們的糧食和資源優先配給。他們也能在平壤最有名的大學完成學業，而最高級的甚至可在畢業後免服兵役，並能隨即加入政府，成為公務員，得到良好的待遇。
然而，這階級並不是一成不變的。由於出身成分只會追溯最多三代，因此朝鲜民眾的階級是有機會改變的。同時，隨著邊境貿易的增加，有的商人因而致富，並從資助政府建立如學校和道路等基礎建設，而得到加入政府的機會，提升了其階級。也有的勞動黨員因不忠誠而被投進監獄，其階級從而下降。

### 人權
朝鮮是当今世界上人权最恶劣的国家之一，外界認為朝鮮是一個類似封建专制制度的独裁國家。該國公民不享有政治自由，因為当局絕不允许公民随意表达他们的思想；連唯一的广播、电视台以及通讯社，都被法律严格保证由該國政府管辖；國民也不允許暢所欲言和与任何外国人接触——即使是住在首都平壤市的市民，他們甚至不能自由离开平壤市至其他城市或农村。
尽管朝鲜宪法第七十五條规定公民有居住、旅行的自由，但政府却實施嚴格管制流動人口，普通民众連買火車票也需要介紹信及出差證，從外地進入平壤，離開車站時都要檢查「首都通行證」，首都以外的居民，如果沒有受平壤親人之邀，幾乎不可能拿到前往首都的旅遊文件。平壤這邊的親人得先向保安人員購買有編號的證明文件，存根送到地方上的旅行批准處，申請人再去領取。火車一到平壤，警察就在月台核對名單，查看存根編號是否符合，若然不符，就必須遣返歸鄉，還有說犯規者可能被送去勞改。
政府也不容許民眾批評金氏家族和政府制度，甚至議論領導的身高，也會被舉報。犯法者會被視為政治犯，並在未經審判的情况下關進集中營。現時，朝鲜共有至少6個已知的政治犯集中營，囚禁着大約20萬名罪犯。他們被迫從事苦工，其人權也被侵害，其中包括飢餓、毆打和性侵犯等。人權組織國際制止朝鲜反人道罪行聯盟（International Coalition to Stop Crimes Against Humanity in North Korea，ICNK）估計每年約有1萬人死於集中營。美國政治學教授魯道夫·拉梅爾稱在1948年至1987年間，共有100萬人死於集中營。
據人權觀察引述對50多名脫北者進行兩年的採訪，朝鮮婦女經常遭受性暴力、違反意願的性接觸和強姦。身居要職的男子，包括警察、獄警、高級官員、市場監管人員和衛兵，可以隨意虐待婦女，而不會因此受到起訴。違反意願的性接觸和暴力極為普遍，以至成為正常生活的一部分。
為取得自由，有朝鲜人選擇逃离朝鲜，他們被称为「脱北者」。他們大多数逃往中国东北甚至是蒙古國。中华人民共和国往往會把他們逮捕並遣返回國，而這些脫北者會因此被送到集結所短暫關押或是勞教，情節嚴重的甚至會被判刑；蒙古政府也會將蒙古境內的脫北者逮捕，但不同的是，脫北者會經菲律賓被遣送到大韓民國。
朝鲜官方並不認同及接受国际社会对其人权的批评，也不承認國家存在任何類型的集中營，並一律禁止所有外國遊客、政客、記者以至人權組織進入營區了解勞改營環境和勞改犯的生活状况。違法者後果將同樣會被關進集中營勞役數年以至十多年才能獲釋。例如2014年初，一位外籍傳教士到朝鲜平壤旅遊時被朝鲜政府拘捕，以藏有聖經為由拘禁，最後其被朝鲜驅逐出境。朝鲜2014年提交給聯合國的一份報告中，将外界對其人權記錄的指責斥為「胡言亂語」。
但也有部分对朝鲜国内情况的指控在事后被认为确实是谣言。

### 治安
朝鮮政府並沒有對犯罪率作統計，但據長期居於該國的外國人表示，當地治安大致良好，即使是窮困也不會偷竊。當中，街頭暴力是最常發生的案件，幾乎每個大城市都有少年幫派：他們除了互相毆鬥外，還會偷竊。然而，由於幫派對治安影響不大，加上不少的成員活躍數年後就會因需投身社會而離開組織，因此，朝鲜政府對這些幫派往往採取寬容態度；街頭暴力則通常會被執法部門置之不理。然而，若事情發生在领导人生日等重要日子，涉案人士會被定為政治犯，需送到集中營監禁。
另外，隨著部分地區存在經濟崩潰的情況，民眾為求生存，甚至以搶劫和強盜為生，也有報告指軍隊強搶百姓的糧食。賣淫也因而出現，有的女子走到火車站和餐廳門外找生意。在朝鲜，賣淫是嚴重的罪行，一經發現，這些女子會面臨嚴厲的處罰，甚至會被逐出平壤。

### 媒體
朝鲜的憲法賦予國民享有言論自由和新聞自由，而事實上，該國所有的媒體皆為國有，並且是勞動黨和金氏政權的宣傳工具，任何人散佈不利兩者的消息都會被判入集中營以至死刑。因此，在無國界記者所發佈的新聞自由指數中，朝鲜每一年的排名均為全球倒數第一或第二。

#### 電視

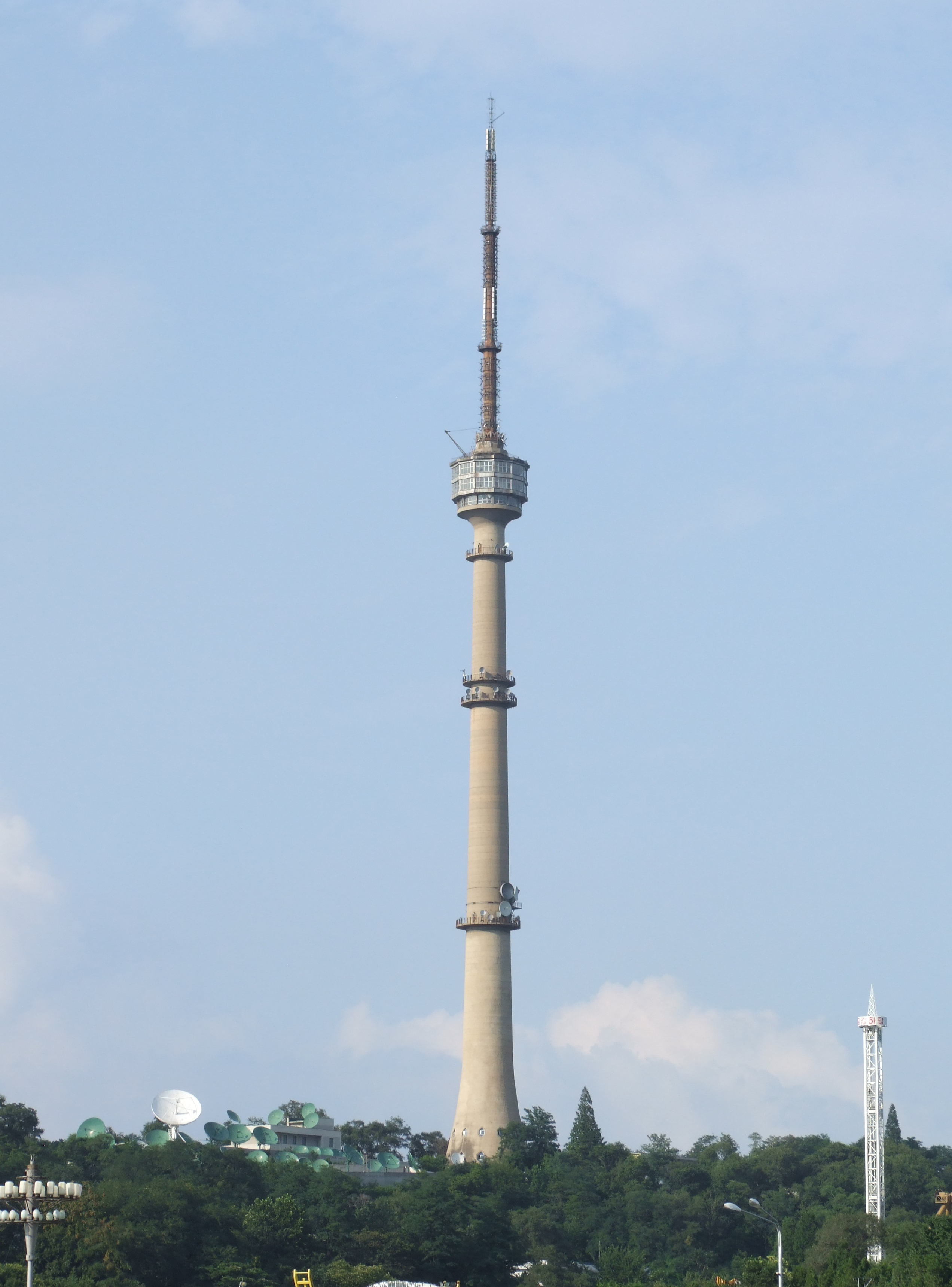
平壤电视塔

朝鲜設有五個國營電視頻道，包括朝鮮中央電視台、萬壽臺電視台、龍南山電視台、朝鮮體育電視台，及一個閉路電視頻道。朝鮮中央電視台是朝鲜最早成立的電視台，它創立於1963年，是朝鮮最重要的電視台。中央台平時的播放時間為平壤時間9:00-22:30。1971年，新的電視台──開城電視台（今「龍南山電視台」）出現，其後，開城電視台在1997年改組成教育文化電視台，專門播放科學節目。期間，萬壽臺電視台也在1983年開播，但其覆蓋範圍只限平壤市和其周邊市郡（2018年3月起向所有朝鲜人民开放）。
朝鲜的電視節目具有濃厚的政治宣传色彩，中央電視台每天開播時首先會播出《朝鮮國歌》《金日成將軍之歌》《金正日將軍之歌》三首歌曲，其後是關於是朝鮮勞動黨、朝鮮人民軍、金日成、金正日和金正恩的新聞，然後是介紹朝鲜在教育、科學、軍事、農業等成就的紀錄片，最後則是電影和電視劇和卡通片。即使是風格較為有趣的萬壽臺電視台也一樣，其播放的外國電影都為前蘇聯、東歐劇變前的東歐和中国大陆具改革開放前的狀況和政治制度，類似在文革時播放的電視節目和反美特色的電影和電視劇﹔電視劇則為歌頌朝鮮勞動黨和軍政為主。据中国中央电视台报道，朝鲜人收看的外国影视作品中，中国大陆的比例最高，主要的影视作品有《潜伏》《王的盛宴》《还珠格格》和《花木兰》等等，尤其是《潜伏》，多次在朝鲜重播，特别是剧中的余则成，一直是朝鲜女生的追捧对象。此外在朝鲜的音像店内还能买到像《玩具总动员》的光碟，但只作英语教学用途。
另一方面，受鎖國政策影響，朝鲜幾乎斷絕所有國內與外國的衛星廣播信號，特別是日本和韩国的電視信號。商業廣告也很稀有。雖然自1960年代朝鲜政府允許私營公司在電視台播廣告，但由於費用和政治因素，各頻道所播出的廣告都不會有過多的動畫，並以平面性廣告為主，而且為防止資本主義流入，電視台甚少播映廣告。2009年7月2日晚，一個名為「大同江啤酒」的電視廣告在朝鲜中央電視台播出。然而，這廣告被朝鲜政府視為含有資本主義色彩，不久即被叫停。
電視肥皂劇也有增加的趨勢，自1981年起，朝鲜的電視台會在晚上8時播放時間約20-30分鐘的電視劇，隨後延長至一小時。現在，電視劇佔了中央電視台三成的播放時間。看電視也是朝鲜人民的最常見的娛樂，每到電視播放劇集的時候，民眾都會回家看電視。現時，全國逾一半人口擁有一台電視。在農村，這數字為25%。

#### 電台
朝鮮共有6個的國營廣播電台。1945年，平壤電台成立，是該國首個的廣播電台。3年後，平壤電台易名為朝鮮中央廣播電台，並沿用至今。隨後，如平壤廣播電台、平壤FM廣播電臺、和朝鮮之聲也啟播。朝鲜政府严禁民众收听西方和韩国的电台，并对部分美国、韩国及日本的电台进行干扰。現時，當地約有400萬人有收音機。
朝鲜的電台廣播也有強烈的政治宣傳色彩。每天，中央台每小時都會朗讀喉舌報紙《勞動新聞》的文章，然後播放金氏父子的頌歌，以及談論朝鲜現今的盛況和南朝鮮的慘況，或是讚美主體思想。據統計，在2000年，朝鲜中央广播电台花了34.2%的時間於歌頌金日成和金正日，28.8%的時間為鼓勵工人勤加工作，17.4%用來宣傳主體思想，12%談及韩国（廣播中稱之為南朝鮮）人民的苦況。
除上述电台外，还有在朝韩非军事区、针对朝鲜人民军广播的朝鲜人民军FM广播电台和对南韩广播的统一的回声广播电台。

#### 報章

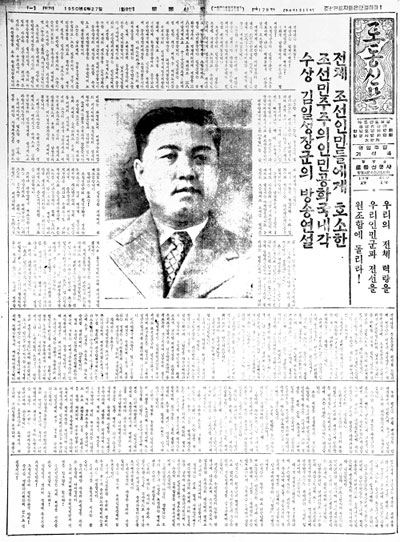
1950年6月27日的《勞動新聞》

朝鲜全國共有12份主要的報章。其中，勞動黨機關報《勞動新聞》為全國最主要的報章。
朝鲜的所有報社都由國家所有，拥有濃厚的宣传色彩，報紙時常出現的主題包括：絕對服從黨和領袖的指令、以生命保衛領袖、以支持軍隊來堅守先軍思想、對國家的將來保持樂觀、為了國家和社會而奮力工作、不要被資本主義誘惑、要記著和美國與日本的血海深仇，以及作為官員必須成為人民的榜樣。這些報章並不會報導國內任何的負面消息，而國外的新聞也是經過政府所選擇。記者在撰寫文稿後，必須先交由報社內部檢查，再得到勞動黨宣傳部的同意下文章才能出版。記者若報導對黨和領袖不利的消息，則會失去工作甚至入獄。雖然人民因信息管道少而熱衷去各種地點看報紙，但是發行量也相當少，而且只送到身居一定职位的干部那里。這除了有受到制裁導致印紙不足外原因，也是方便了政策的靈活轉換不被懷疑，該國的報業還會處理掉舊的館藏新聞，特别值得一提的是，除三家全国性报纸外，其他机关发行的报纸不是隔日报就是周报，且发行量也不多，這與要求即時性的世界其他報業同事有巨大差異。此外，宣傳部每月還會向報社發指示，安排報社一個月後所需報導的事項。

### 通讯

#### 电话
在朝鲜，一台電話价格非常高昂，其價格可等於工人20年的薪金。因此，電話在該國相當稀有，朝鲜每100人當中只有5.2部電話，其中只有20%為私人用途。民眾若要使用電話可使用電話亭，在鄉郊，則要到政府的通訊中心借用電話。朝鲜政府把九成的國際長途電話線路切斷，民眾難以致電到國外。在中朝边境地区，中国的移动电话通讯服务最多覆盖距离中朝边界10公里的范围。因为朝鲜是禁止拨打国际长途电话的，而人们为了能与外界联络，便有意购入中国的移动电话。所以，在接近中朝边界的朝鲜部分便兴起不少出售中国移动电话的黑市。

#### 手机
2002年11月，朝鲜曾與泰國企業合作推出過GSM手機服務，但又在2004年禁止普通國民使用手機。2008年，朝鲜與埃及電信運營商Orascom簽約，創立合資公司高麗電信作為全國唯一的電訊商，並於12月起在平壤以及其他大城市提供3G手機服務。隨後，朝鲜的手機用戶不斷增多，2010年9月，使用手机的用户共计43萬，2011年同期已達80萬，至2012年底更突破180萬，手機普及率達10%，3G網絡覆蓋達到國土面積的14%，可供94%左右的人口使用。
自2013年1月7日起，外國人禁止攜帶手機入境的法令鬆綁，允許外國人攜帶手機進入朝鲜。但是朝鲜仍未開放各國SIM卡通用的國際漫遊服務，需要購買當地販售的兩種SIM卡後才能使用。每一張價錢從50歐元到100歐元不等，本地通話撥打時價錢每分鐘約為0.2歐元。

#### 網路
朝鲜政府推出了「光明網」的內聯網系統作業。朝鲜的互聯網主管部門先會從國際互聯網中下載合適的內容，再這些資訊上傳至伺服器，網民若需尋找資訊，需在「光明網」登入，再加以搜尋。網民還可在「光明網」互通電子郵件和使用聊天室。現時，「光明網」已覆蓋平壤等主要城市、道府、郡城和大學，其使用者人數逾30萬，當中一半分佈在平壤。
朝鲜的電腦普及率很低，全國只有大概5%的人有電腦。同時，朝鲜幾乎完全斷絕互聯網的連接，國際的各種調查甚至無法偵測到朝鲜境內的任何一名互聯網用戶，成為地球上極少數的「网络黑洞」之一。據估計，朝鲜只有數千人能連接到互聯網。
.kp為朝鲜國家及地區頂級域（ccTLD）的域名，由於朝鲜對互聯網使用的嚴加管制，這域名甚少被人使用。2004年6月，朝鮮電腦研究中心建立了有官方背景的「我的國家」網站，伺服器設在朝鲜，主頁一般刊登朝鲜中央通訊社播發的消息稿，另有政治、旅遊、對外貿易、藝術、信息產業、社會、統一和影視等內容，是全球少有以.kp為域名的網頁。
外國旅客在主要的國際酒店，諸如羊角島大酒店，設有上網設備。但收費極為昂貴，以2010年的情況，每100KB收費為2歐元。2013年2月25日，美聯社朝鮮總編Jean H. Lee在Twitter及Instagram上貼文：「Hello world from comms center in #Pyongyang」（世界你好，來自 #平壤 的通訊中心），成為朝鲜首發的Twitter及Instagram帖文，用的是朝鲜與埃及聯營的高麗連結3G網絡，該3G網絡在2013年2月的收費為登記預付75歐元，2GB卡收取150歐元，10GB計劃則是400歐元。

### 生活水準

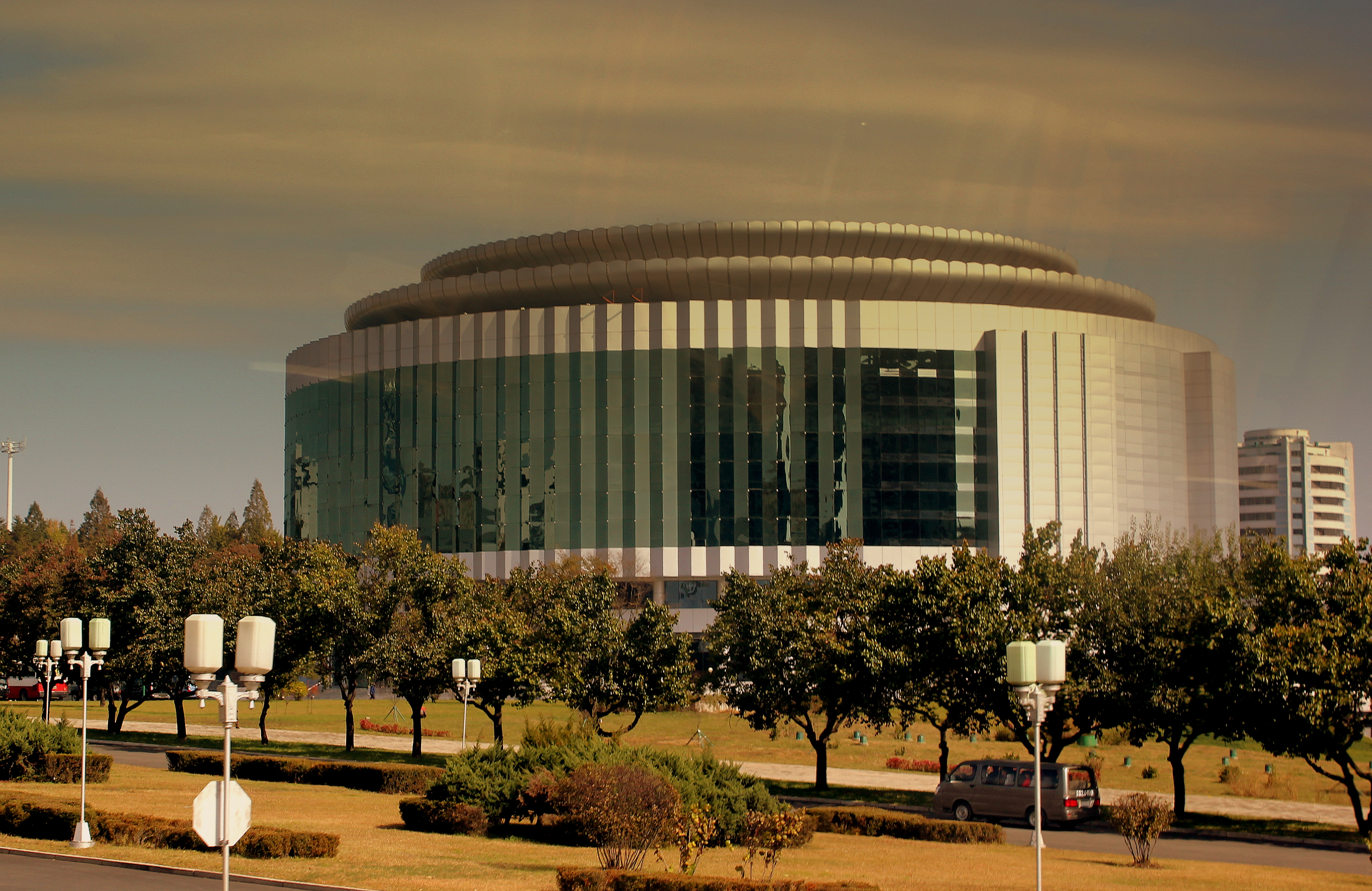
平壤人民剧场

儘管有些人以貿易致富，但大部份朝鮮人還是過著只能糊口的日子，生活水準有限，世界銀行也將朝鮮歸類於「低收入國家」。在朝鲜，現時的平均月薪约為50,000圓（折合人民币约400元）。隨著通漲的出現和分配制度的失靈，他們需用八至九成的收入於購買糧食，雖說不至於飢餓，但多數只能以蕎麥等為主食果腹，偶爾才能吃到米、甚至是水產等的肉食，此外，住宅採用分配制度，一般家庭不須負擔房貸。為增加收入，有的市民在工餘時期在街邊或市集出售如火柴、肥皂等生活用品，也有的轉售在家中種植蔬菜，或者是託付地下市集，一些本來選擇留守家中的婦女也去當侍應和傭工，一般是以物易物換取物品，少數有私下資金流動的情況，不過當局對這樣的小額交易則是默許的態度。
另一方面，由於收入有限的關係，朝鮮家庭擁有的電器並不多。另外電力供應端的極度缺失，停電在朝鮮是十分常見的事。即便是在首都平壤，一些地區也都仍就得靠輪流供電來維持平衡，使該國民眾改仰賴太陽能板與蓄電池來取得電力，在前往朝鮮的時候會看到許多家戶配備。現時，全國約40%的家庭有一台電視、20%有相機，洗衣機和在鄉下也相當稀有。此外，由於經濟和法律因素，朝鲜人很少能够到鄰近的城市或出國旅遊。朝鮮的廁所馬桶亦以蹲式為主，坐式的較為少見。熱水在朝鮮亦是十分奢侈的享受，即便在首都平壤也多為限時供應。

### 兩性地位
朝鲜宪法第七十七條规定婦女享有同男子平等的社會地位和權利，但社會是以男性主導，女性地位低微。女子在完成學業後，往往會工作數年然後結婚，或者直接留在家相夫教子或從事兼職工作。1990年之前，朝鲜政府要求每一位健康的男性必须到国有企业工作，但允许约30%处于就业年龄阶段的已婚女性留在家里做全职家庭主妇，其餘的在婚后會继续工作，婚后女性就业率高于同地区的日本、韩国和台湾，但低于俄罗斯、瑞典等北欧国家以及中国大陆，与今日的美国大体相同。隨著1990年代朝鲜經濟崩塌，有的原本选择留在家中的婦女出外工作或從事小買賣而成為家庭的經濟支柱。現時，朝鲜市场中的商贩至少有四分之三是女性。平壤甚至流传着一则笑话：「丈夫与宠物狗有何共同之处？答案是：都不工作也不赚钱，但都很可爱，待在家里，还能吓跑小偷」。
雖然法律上兩性是平等的，但朝鮮女性還受諸多奇特的不成文限制，比如不許吸煙、飲酒、駕駛，甚至踏單車，更奇怪的還被要求穿高跟鞋或裙裝等等。在政治上，她們有投票權，但歷屆的最高人民會議裡，女性代議員只有20.1%，而在1948年至2000年間，在260多個前任部長中，也只有6名女性。而朝鮮多元性別的概念尚不普及。

### 信息審查
隨著邊境貿易的增加和邊防的腐化，不少中國電視劇和韓國電視劇，以至美國荷里活電影，韓國電影，日本動漫也被偷偷帶到朝鮮。這些的產品在朝鮮廣為流傳，而且深受大眾的喜愛，更讓民眾了解到世界的真實面貌與政府所宣稱的截然不同。有的人更因而選擇脫北。2003年，一個調查就發現有67%的脫北者接觸過外國的影音產品。而一份2010年的統計數據顯示，在受調查的250名脫北者和出國旅行的朝鮮人中，有27%的受訪者收聽過大韓民國（南韓）及美國的廣播電台，有24%的受訪者收看過中華人民共和國、大韓民國（南韓）等國家的電視節目。
由於這些的外來資訊衝擊着朝鮮政權的統治，因此，朝鮮政府一方面對這些的資訊嚴加打擊，凡觀看任何未獲政府批准的外國電影或電視，特別是來自南韓的節目，屬於嚴重罪行。並立法規定任何觀看或藏有者也會被送到集中營2-5年。2010年，就有1,000人因觀看南韓電視節目和電影而入獄；2013年11月，朝鮮數十人因觀賞走私進口的韓劇遭槍決。另一方面，朝鮮政府又告訴人民雖然韓國人的生活水平已大大提升，但他們還是渴望重歸朝鮮的懷抱，並指責外來文化的流入是美國和南韓試圖顛覆朝鮮的陰謀。由於科技發達，不少人暗帶DVD與MP3播放器等入境朝鮮，但當局難以控制。此外，一些美國電視劇如等也有朝鮮民眾追看，雖屬小眾，但都十分熱衷。

### 色情管制
凡藏匿属于色情有关的物品属于朝鲜民主主义人民共和国刑法的严重罪行。为堵住所谓“黄毒”，当局采取了各种措施，例如只能播放朝鲜产DVD的播放机，同时将外国产播放机的操作基板换成国产产品；紧急断电，逐家逐户突击检查播放机里的光碟（但一些朝鲜民众会使用自带电池的DVD播放机逃避检查）；突击拘捕并严厉处罚贩卖光碟的商贩等。此外在朝鲜，看色情影片是犯法的，而且要面临最高五年的劳教。
由于外国录像资料的泛滥，2013年6月，朝鲜领导人金正恩亲自做出“严禁观看淫秽视频”的批示。死刑犯家属也被送往劳改营接受劳教。此外，2013年12月被开除劳动党籍并判处死刑的张成泽，其罪名之一就是“向其心腹散播淫秽图片”。
不過，朝鮮高官有所謂的歡樂組，組員是從各地徵選的女性組成，她們為高官提供按摩、表演甚至是陪睡等性服務。

### 醫療衛生

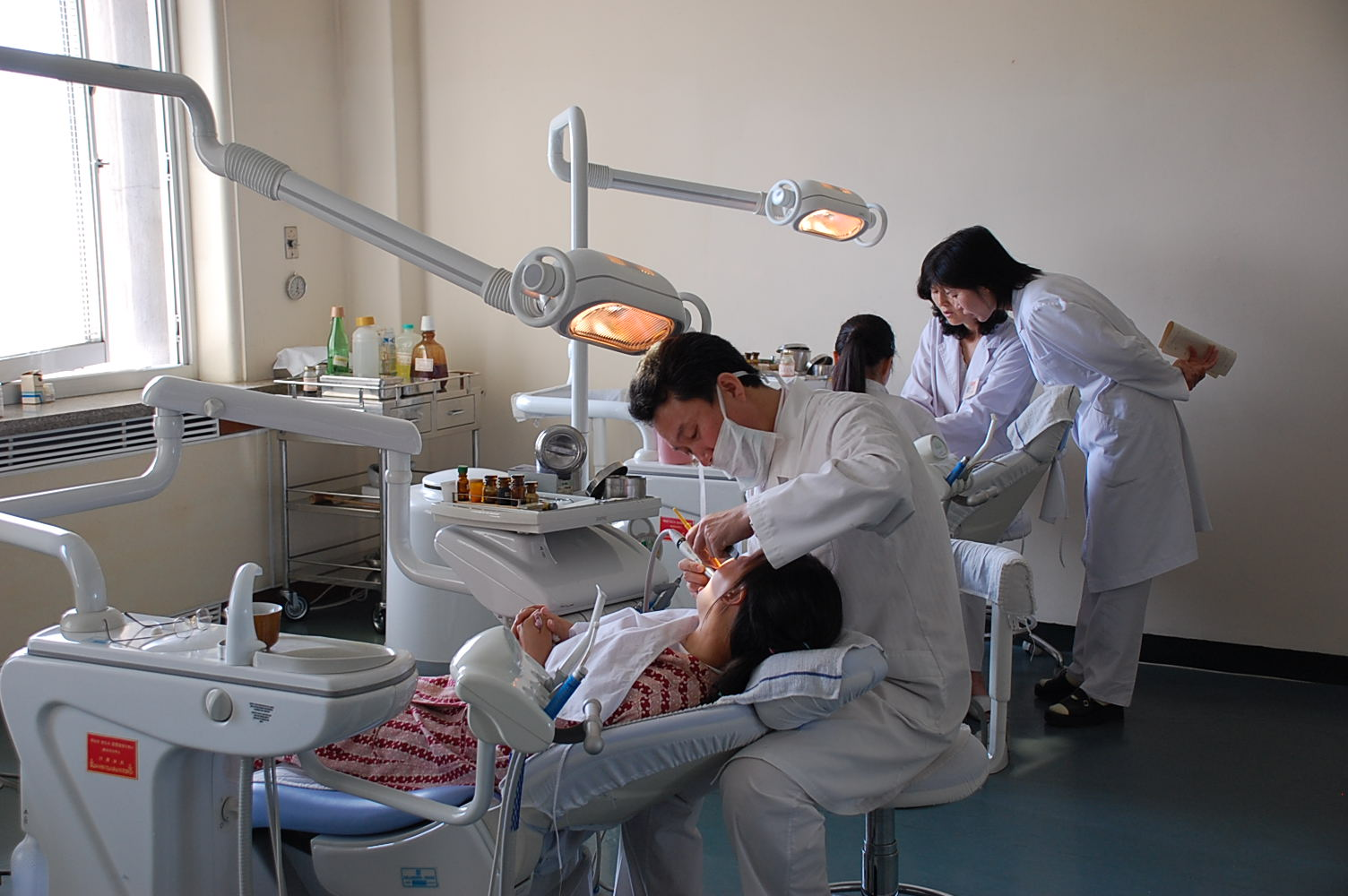
位於平壤的一間醫院

朝鮮向國民提供免費醫療服務。民眾如需看病，須先到地方診所，若情況較為嚴重的則會送到當地的醫院；再嚴重者則會轉介到道以至平壤的醫院。在朝鮮經濟尚未崩潰前，醫療服務得到政府的重視，1955年至1986年間，該國的醫院由285間升至2,401間，診所也由1,020間增至5,644間。人均壽命也由日治時期的38歲躍升到1986年的70歲，死亡率由20.8%降至9.8%。其時，民眾主要的死因如心臟病和中風等循环系统疾病(45.3%)，其次為癌症(13.9%)和消化系统疾病(10.4%)，因傳染病而死非常少見。
但隨著經濟崩潰，朝鮮政府無法支援高昂的醫療開支，令各種的藥物和醫療物資奇缺（設備也長期沒有更新）。世界衛生組織的報告就指該國缺乏近七成的基本藥物，當中包括抗生素。其它短缺的物資還有繃帶和手術刀。這也導致一些本來很容易痊癒的傳染病變得難以甚至無法醫治，病人最終因而死亡。此外，由於缺乏藥物的關係，不少的國民也患有一至兩種的慢性疾病。因此，朝鮮人的預期壽命下降為69.51歲，全球僅排名第155位。
此外，所阻於持續的糧食短缺，朝鮮人出現了各種的健康問題。至2011年，全國估計約3分之1的兒童面對營養不良的問題。另一份的研究指，朝鮮18歲的成年男子比韓國的同輩矮5寸，同時全國近45%五歲或以下的兒童正處於營養不良的狀況。而在脫北者當中，不少人也患有風疹、腮腺炎和麻疹等病。
在衛生方面，朝鮮至今依然有50萬人得不到飲用水，這令到人們需走到河邊取水。然而，由於缺乏電力的關係，該國不少的污水處理廠都無法運作，民眾所需得的水並不夠潔淨。另外，時至2004年的最新數據，朝鮮只有半數家庭有沖水馬桶（絕大多數是蹲廁）。
2022年5月12日，朝鮮首都平壤首次發現了新冠病毒感染病例，屬於奧密克戎(Omicron)BA.2變種病毒。這是自COVID-19全球爆發之後，朝鮮首次報告新冠病毒感染病例。

### 住房政策

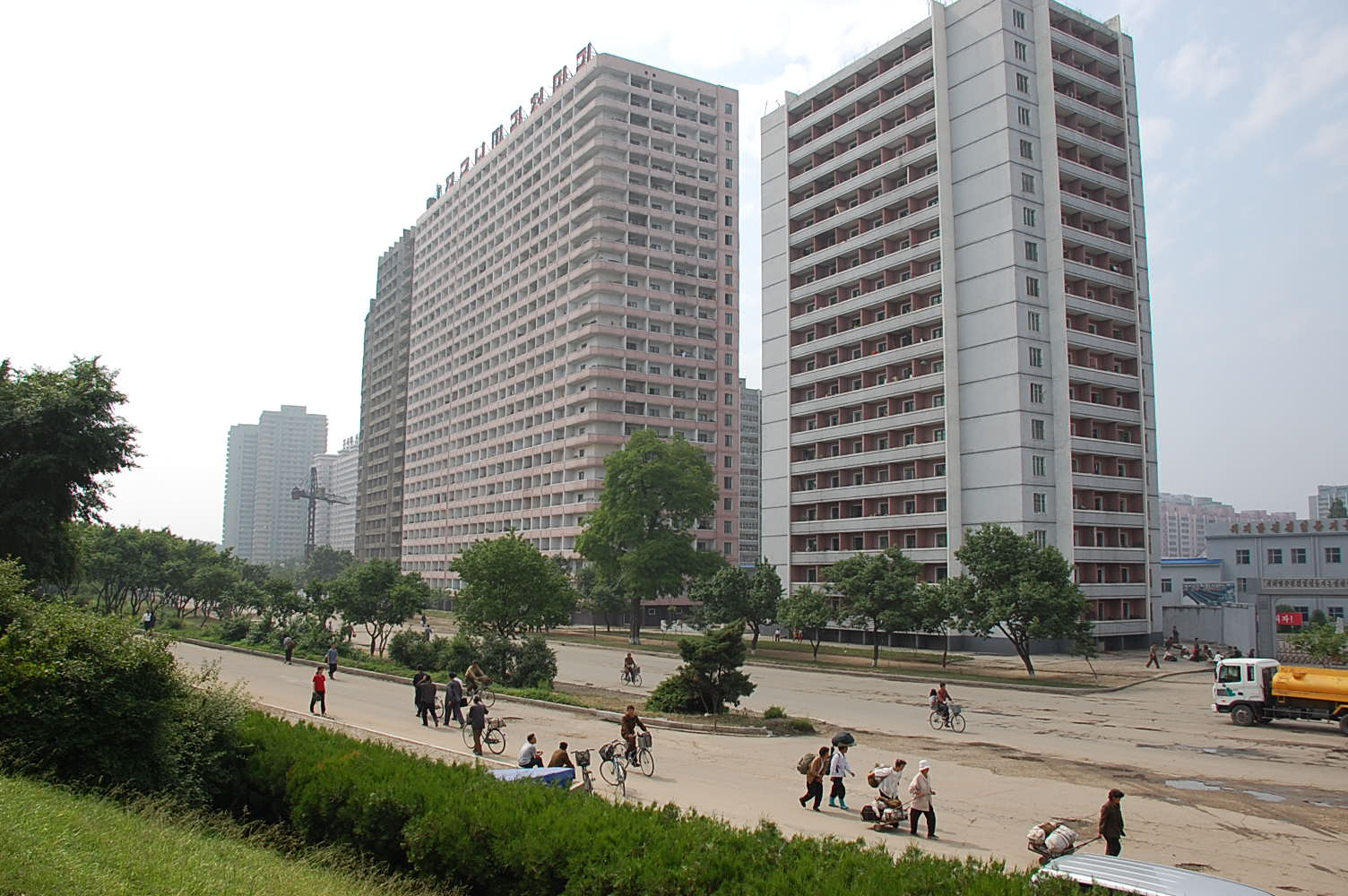
位於平壤的公寓

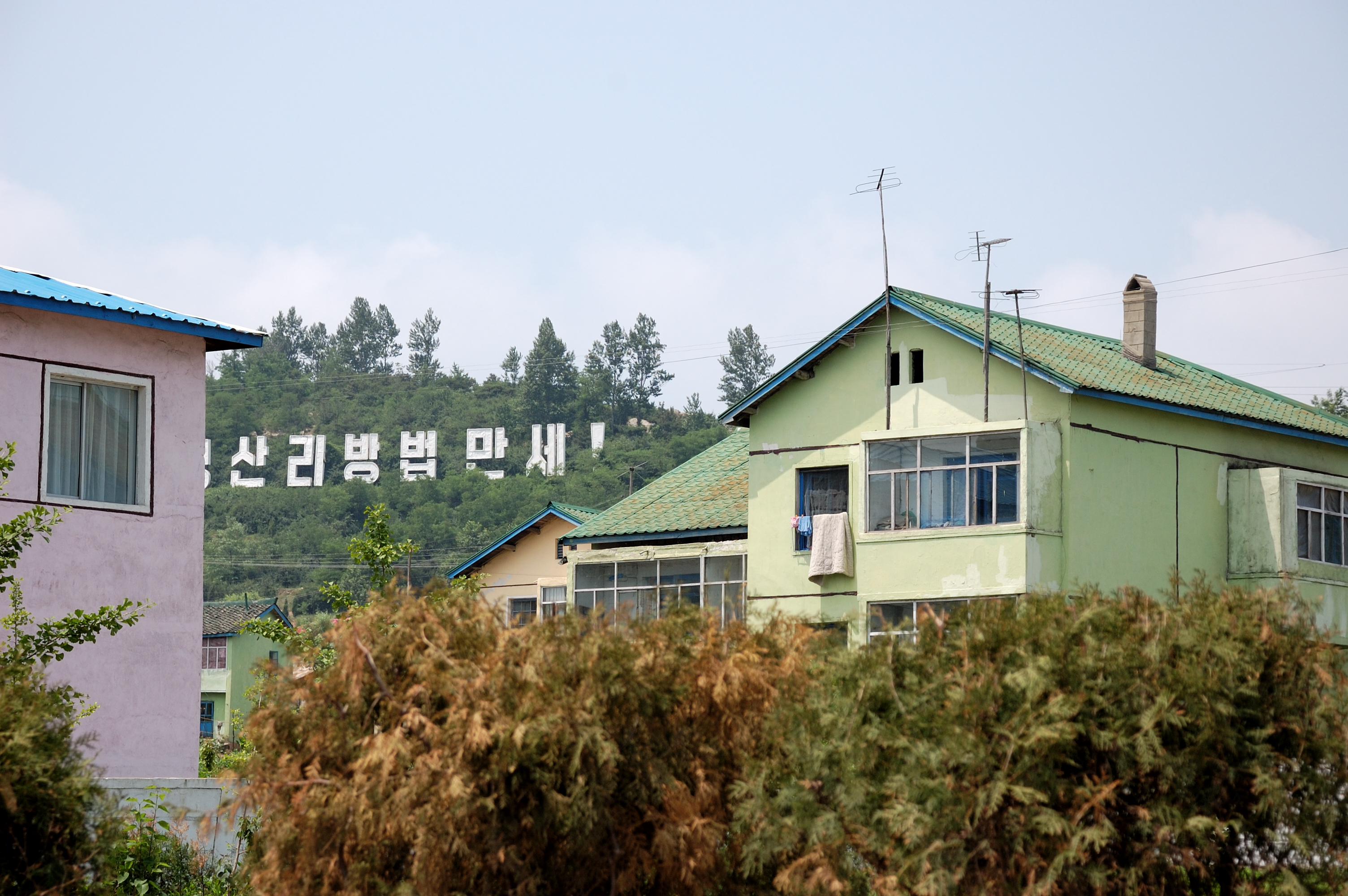
農村的獨立屋

在2002年前，朝鲜政府向國民提供免費的房屋。新婚夫婦只要向政府申請，則可取得面積約50平方米以上至200平方米以下的單位，並會取得如衣櫃和桌椅等家具。此外，水電也是幾乎免費提供，僅過量時收取象徵性的費用。其中，城市人會取得公寓或排屋單位，而農村的則會取得單層的獨立房。
為減少政府開支，朝鲜在2002年推行改革方案，把免费分配住房改為租借形式，住房开始出现黑市交易。這造成了房屋價格上升，有的居屋有價無市的現象，地下的房屋交易也隨之而出現。戶主只要同意就能私下將單位轉售，有的甚至將單位重建出售。在2007年，平壤的一個單位可值3至4萬圓。
根據朝鲜在2008年進行的人口普查指，全國共有580萬戶家庭，其中357萬戶居於城市，其餘230萬在農村，咸鏡南道有最多的城市家庭戶，數目近67萬，農村家庭戶最多的是兩江道，數目為63萬。在居所面積方面，七成的家庭單位面積為50至75平方米，只有不足1%的有100平方米以上。此外，多數的家庭戶也有4人居住。

## 文化
朝鮮民主主義人民共和國文化基本傳承了古朝鮮文化的特質並帶有較多中華文化色彩，朝鮮戰爭以後在政治層面較多金氏家族個人崇拜，但這點與傳統朝鮮半島歷史上的王權體制並無太大衝突所以平順的過渡，然而長期的經濟貧困和國際封閉造成朝鲜較少人民有餘力從事文化活動和創造，諸多較高品質文化作品是政府資源所完成。

### 教育

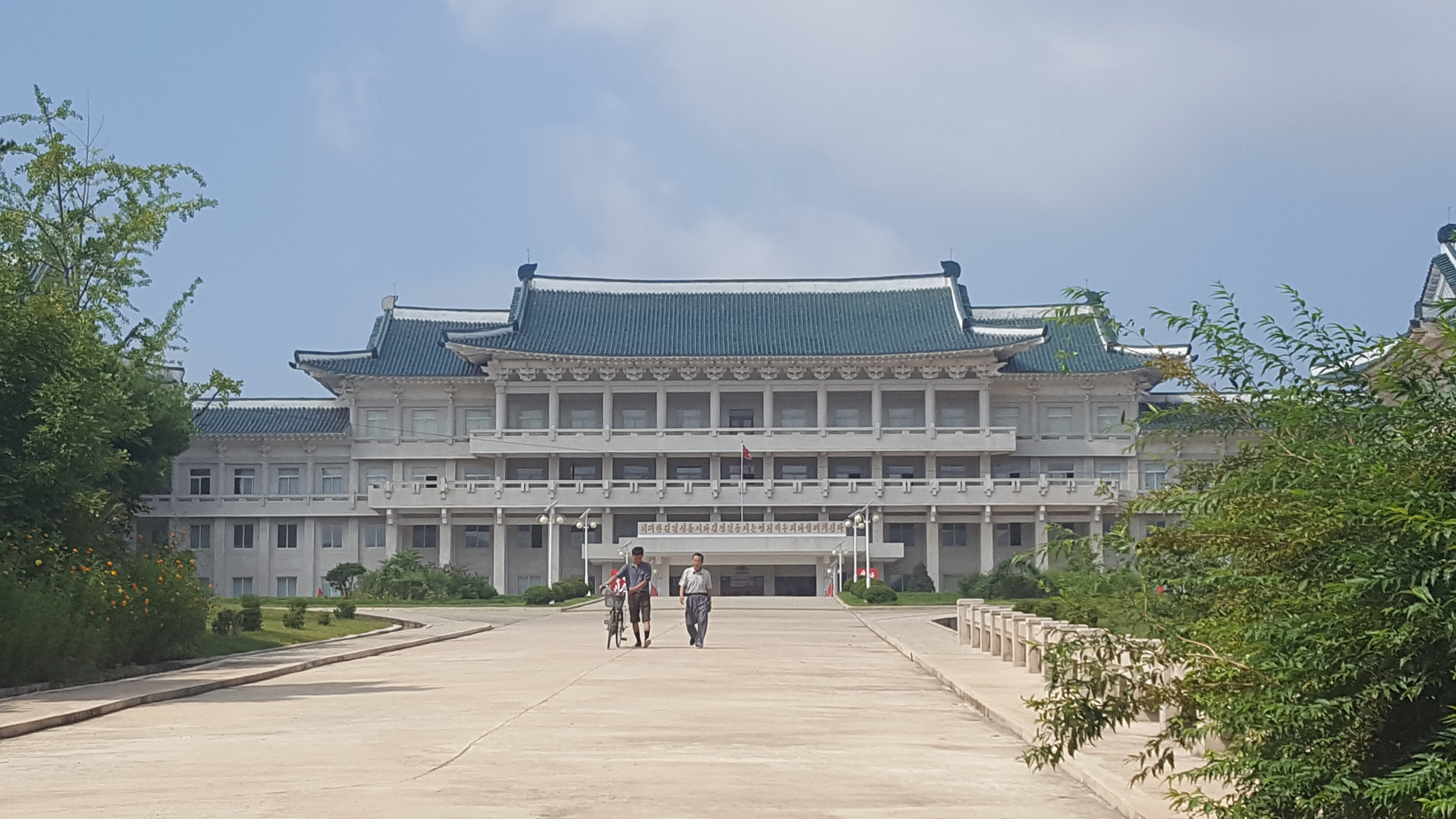
高丽成均馆大学

朝鮮自1975年起向國民提供12年制的義務教育。此外，政府還會向學生免費派發教科書和書包，如家長不讓子女上學會受到處罪。因此，至1989年，所有的成年人都完成中等教育。文盲人口占總人口百分比由75%下降至現在全部識字並均達到中等教育水準；學齡兒童入學率由不足35%上升至現在的100%。現時，朝鮮的學制為2年學前教育、5年小學教育和6年中學教育。
此外，朝鲜教育還有數個特色。首先是該國實行中央統一集中的教育管理體制，國家負責投資和管理各級各類教育部門，中央教育行政部門為教育省，下設政治思想教育局、師範教育局、普通教育指導局、專科學校指導局、大學指導局、廠辦大學指導局、金日成綜合大學指導局、計畫局、招生局、行政組織局、財政後勤局、教育方法局、科學研究指導局、對外教育局、體育局和經理處。
其次，朝鲜的教育有濃厚的政治色彩。學生除了要學習朝鮮語、英語、科學和歷史外，還要花四至八成的時間學習金日成父子的生平事蹟，以及他們提倡的主體思想和先軍思想。同時，朝鮮學生自幼被灌輸反美和反日思想。數學課會問「在祖國解放戰爭中，朝鮮人民軍的勇敢叔叔在首場戰爭殺死了265個美帝雜種；在第二場戰爭所殺的雜種數目，較第一場戰爭多了70人。在第二場戰爭殺了多少雜種？一共又殺了多少雜種呢？」、「3名朝鮮人民軍殺了30名美國士兵，那麼每名人民軍平均殺了多少名美軍？」；語文課則要求學生讀殺日軍的文章；音樂課會教導學生唱《射死美國雜種》這類的歌曲。
還有，該國重視科學教育，文史科目也被視為較不重要。在大學入學試中，除「革命史」和外語科，其餘的三份試卷也是理科，分別為數學、化學和物理。只有成績最出色的學生才能入讀國內知名的學府。
朝鮮的高等教育可分為大學教育和學院教育，前者為教授生物、物理、化學等專門知識，後者為培養教師、會計師和工程師等專業人才。現時，朝鮮共有300家的大學和學院。要入讀大學和學院，高中生先要參加大學入學試，成績出眾者才可取得升讀大學或學院的資格，入學率為20%左右。
目前，朝鲜的高等教育實行4年制本科，大學學士課程則由4年至6年，以至7年不等。在一學年內，學生要上35星期的課，每星期的課堂共有30至35小時。每個學期結束前，學生都需要考試，並以5分為最高，2分為不合格，未能合格的學生要於下學期重考該科目。而完成整個學士課程後，學生還需參加全國性的考試。考試結束後，學生可按其成績選擇繼續完成碩士學位和博士學位，也可接受政府的安排到不同的單位工作。
另外，朝鮮的學生鮮能取得出國留學的機會，所有欲出國讀書的學生也要先得到警察部門的許可。目前，能夠出國學習的學生大概有數百人，他們也都是被政府選中的，大部份人在中華人民共和國和日本學習，也有的到美國。

### 宗教

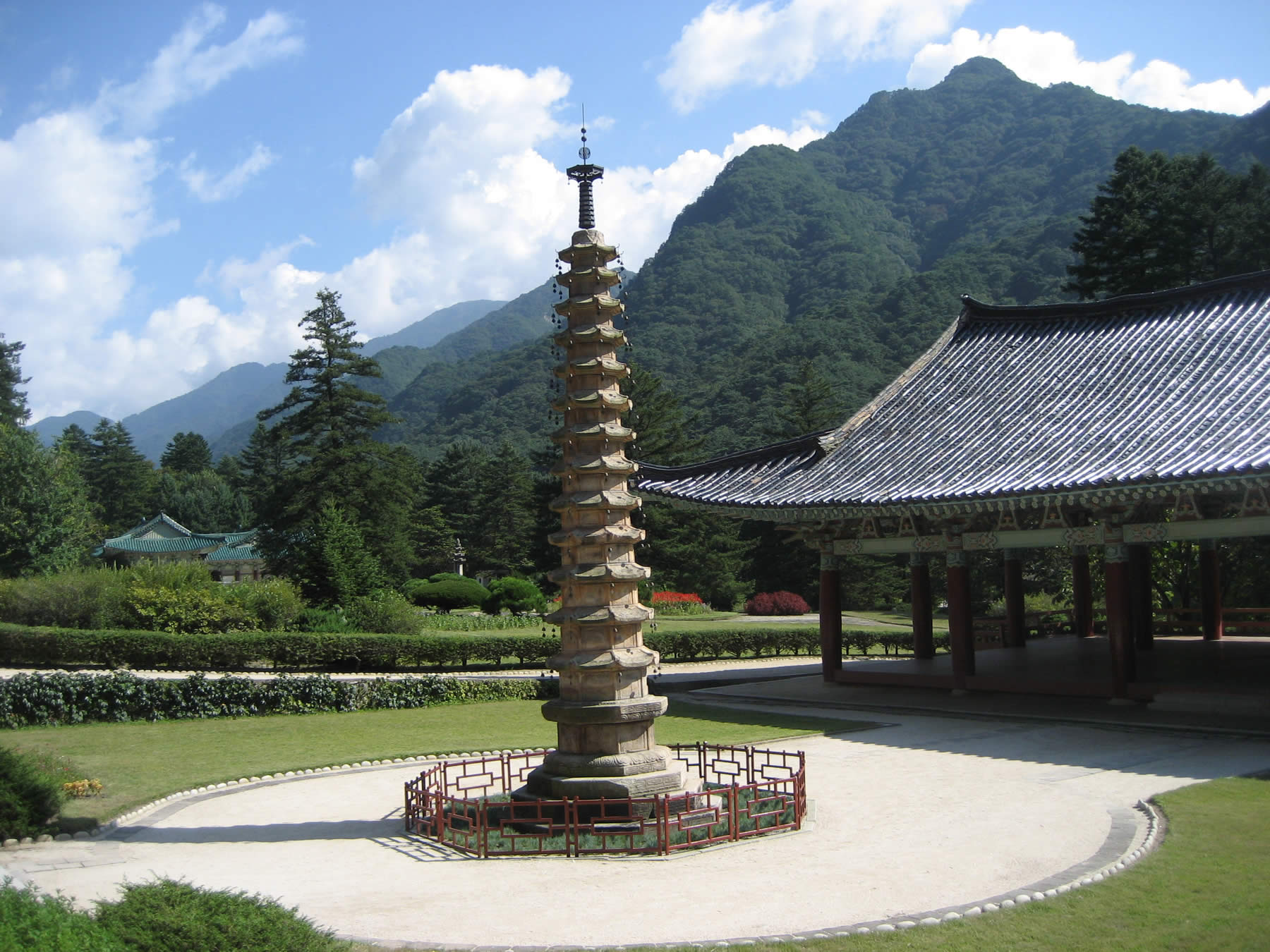
位於香山郡的普賢寺釋迦塔

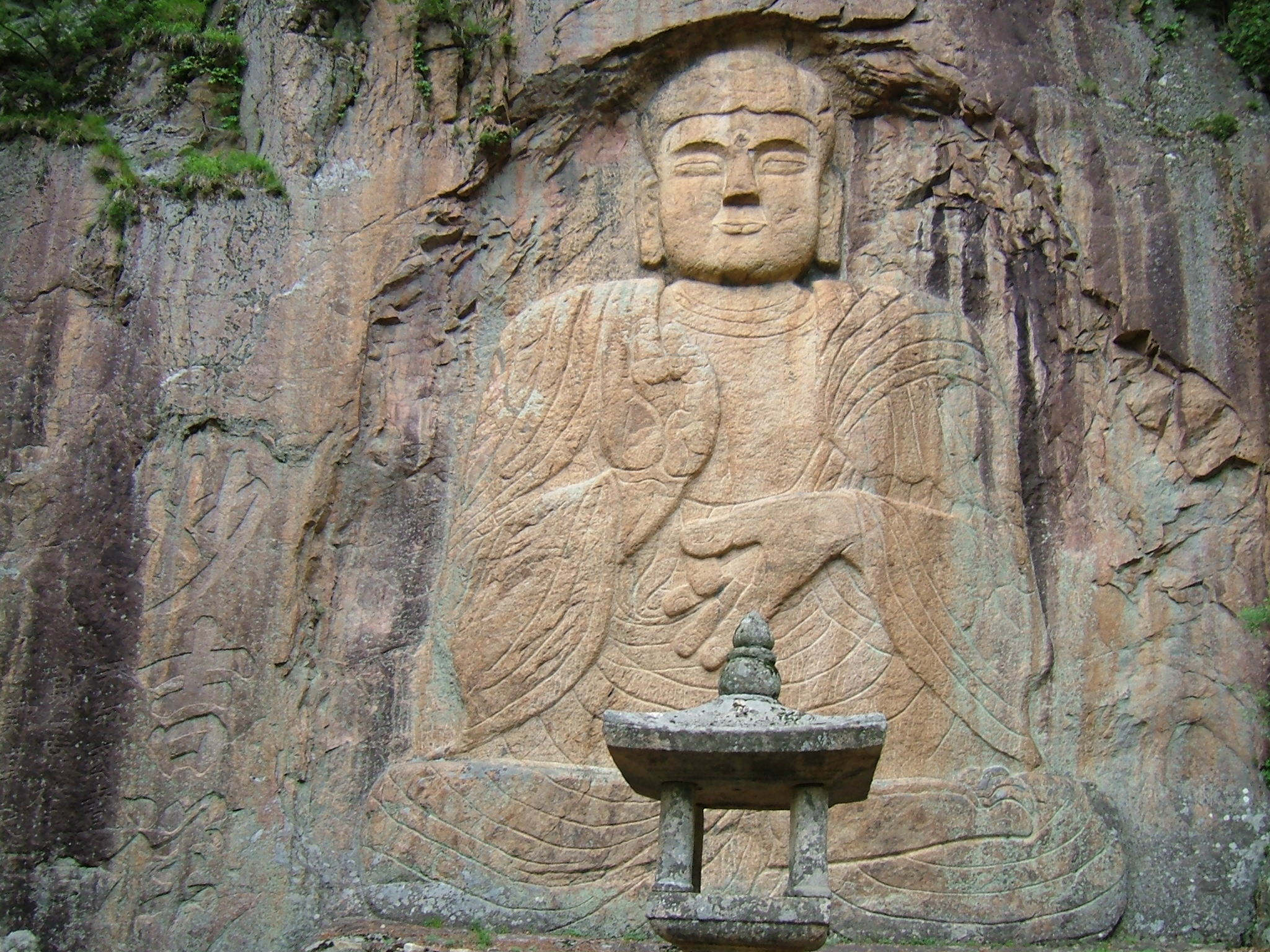
位於妙香山的巨型佛像

由於佛教和儒學在朝鮮半島的歷史悠久，兩者因而成為了朝鲜的文化的一部份。在2005年時，政府重建一些在韓戰中毀損的佛寺，但觀察者認為這是出於文化遺產的考量，而非宗教信仰因素。
同時，雖然朝鮮憲法第66條明言所有公民都享有宗教自由，朝鲜官方還表示全國共有10萬名佛教徒、1萬4,000名基督徒（1萬名新教徒、4,000名天主教徒），在妙香山有普賢佛寺，常用作給外國遊客參觀的景點。在平壤設立了4間教堂（包括長忠教堂、七谷教堂、鳳岫教堂、平壤東正教堂）。但人權組織「人權觀察」的調查報告卻指出朝鲜宗教自由受到官方限制和打壓。
历史上，基督新教和天主教曾受到嚴重的打壓，1949年，166名在平壤的修士和修女都被投進集中營，天主教平壤教區主教洪龍浩也未能倖免於難。同時，全國所有的教堂也被摧毀。國際非營利組織Open Doors指出朝鲜是有史以來迫害基督宗教信仰最嚴重的國家，至今，共有5萬至7萬名基督徒被拘禁於集中營。

## 外部連結
概覽
- 中華人民共和國外交部：國家概況－朝鮮（页面存档备份，存于）（简体中文）
- 中華民國外交部：朝鮮民主主義人民共和國 （页面存档备份，存于）（繁體中文）
- 《世界概况》上有关North Korea的条目

政府
- 朝鮮民主主義人民共和國官方門戶網站：내나라（页面存档备份，存于）（简体中文）

地圖
- Google地圖 - 朝鮮民主主義人民共和國

 維基媒體的朝鮮民主主義人民共和國地圖集 
照片
- Flickr - 標籤為朝鮮的照片（页面存档备份，存于）
- Flickr - 朝鮮群組（页面存档备份，存于）

其他
- 中的“朝鲜民主主义人民共和国”
- Daily NK（简体中文）
- 劳动新闻（页面存档备份，存于）（朝鲜文）
- 劳动新闻（页面存档备份，存于）（简体中文）
- 中朝网SinoKorea（页面存档备份，存于）
- 《우리 민족끼리》 - 我們民族之間，朝鮮官方網站（朝鲜文）
- YouTube上的《우리 민족끼리》頻道（朝鲜文）
- 《우리 민족끼리》的X（前Twitter）（朝鲜文）
- 朝鲜纪行2009（页面存档备份，存于） - 凤凰卫视拍摄的纪录片
- 朝鲜纪行2013（页面存档备份，存于） - 凤凰卫视拍摄的纪录片
- （页面存档备份，存于） - 朝鮮youtube頻道